# ترکیب تیم‌های جام ملت‌های آسیا ۲۰۱۹
این مقاله فهرستی از ترکیب‌های تیم‌های حاضر در مسابقات جام ملت‌های آسیا ۲۰۱۹ است که نخستین بار با حضور ۲۴ تیم از تاریخ ۵ ژانویه تا ۱ فوریه ۲۰۱۹ در کشور امارات برگزار شد.
هر تیم مجاز به استفاده از ۲۳ بازیکن در پست‌های مختلف می‌باشد که ترکیب‌های اولیه ۱۶ تیم شرکت‌کننده در ۲۰ دسامبر ۲۰۱۸ توسط سرمربی‌های تیم‌ها اعلام شده‌است.

## گروه A

### امارات متحده عربی
سرمربی:  آلبرتو زاکرونی
اعلام ترکیب نهایی در ۲۳ دسامبر ۲۰۱۸
میانگین سنی: ۲۸ سال
| ش. | پست       | بازیکن                    | ت‌ت (سن)                  | بازی | گل | باشگاه             |
| -- | --------- | ------------------------- | ------------------------ | ---- | -- | ------------------ |
| ۱  | دروازه‌بان | علی خصیف                  | ۹ ژوئن ۱۹۸۷ (۳۱ سال)     | ۵۲   | ۰  | الجزیره امارات     |
| ۲  | هافبک     | علی سالمین                | ۴ فوریه ۱۹۹۵ (۲۳ سال)    | ۱۵   | ۱  | الوصل امارات       |
| ۳  | مدافع     | ولید عباس                 | ۱۱ ژوئن ۱۹۸۵ (۳۳ سال)    | ۷۸   | ۵  | شباب الاهلی امارات |
| ۴  | مدافع     | خلیفه مبارک               | ۳۰ اکتبر ۱۹۹۳ (۲۵ سال)   | ۱۱   | ۰  | النصر امارات       |
| ۵  | هافبک     | عامر عبدالرحمن            | ۳ ژوئیه ۱۹۸۹ (۲۹ سال)    | ۷۳   | ۲  | العین              |
| ۶  | مدافع     | فارس جمعه                 | ۳۰ دسامبر ۱۹۸۸ (۳۰ سال)  | ۴۵   | ۲  | الجزیره امارات     |
| ۷  | مهاجم     | علی مبخوت                 | ۵ اکتبر ۱۹۹۰ (۲۸ سال)    | ۷۳   | ۴۶ | الجزیره امارات     |
| ۸  | هافبک     | ماجد حسن                  | ۱ اوت ۱۹۹۲ (۲۶ سال)      | ۳۳   | ۲  | شباب الاهلی امارات |
| ۹  | مدافع     | بندر الاحبابی             | ۹ ژوئیه ۱۹۹۰ (۲۸ سال)    | ۶    | ۰  | العین              |
| ۱۰ | مهاجم     | اسماعیل مطر (ک)           | ۷ آوریل ۱۹۸۳ (۳۵ سال)    | ۱۲۳  | ۴۲ | الوحده امارات      |
| ۱۱ | مهاجم     | احمد خلیل                 | ۸ ژوئن ۱۹۹۱ (۲۷ سال)     | ۹۹   | ۴۶ | شباب الاهلی امارات |
| ۱۲ | مدافع     | خلیفه الحمادی             | ۷ نوامبر ۱۹۹۸ (۲۰ سال)   | ۰    | ۰  | الجزیره امارات     |
| ۱۳ | هافبک     | خمیس اسماعیل              | ۱۶ اوت ۱۹۸۹ (۲۹ سال)     | ۷۰   | ۰  | الوصل امارات       |
| ۱۴ | مهاجم     | محمد خلوان                | ۲۹ دسامبر ۱۹۹۲ (۲۶ سال)  | ۰    | ۰  | الفجیره امارات     |
| ۱۵ | هافبک     | اسماعیل الحمادی           | ۱ ژوئیه ۱۹۸۸ (۳۰ سال)    | ۹۶   | ۱۳ | شباب الاهلی امارات |
| ۱۶ | هافبک     | محمد عبدالرحمان           | ۴ فوریه ۱۹۸۹ (۲۹ سال)    | ۲۹   | ۱  | العین              |
| ۱۷ | دروازه‌بان | خالد عیسی                 | ۱۵ سپتامبر ۱۹۸۹ (۲۹ سال) | ۳۹   | ۰  | العین              |
| ۱۸ | مدافع     | الحسن صالح                | ۲۵ ژوئن ۱۹۹۱ (۲۷ سال)    | ۳    | ۱  | الشارجه            |
| ۱۹ | مدافع     | محمد اسماعیل احمد اسماعیل | ۷ ژوئیه ۱۹۸۳ (۳۵ سال)    | ۳۴   | ۲  | العین              |
| ۲۰ | هافبک     | سیف راشد                  | ۲۵ نوامبر ۱۹۹۴ (۲۴ سال)  | ۳    | ۱  | الشارجه            |
| ۲۱ | هافبک     | خلفان مبارک               | ۹ مه ۱۹۹۵ (۲۳ سال)       | ۵    | ۰  | الجزیره امارات     |
| ۲۲ | دروازه‌بان | محمد الشامسی              | ۴ ژانویه ۱۹۹۷ (۲۲ سال)   | ۰    | ۰  | الوحده امارات      |
| ۲۳ | مدافع     | محمد احمد (بازیکن فوتبال) | ۱۶ آوریل ۱۹۸۹ (۲۹ سال)   | ۶۲   | ۰  | العین              |

### تایلند
سرمربی:  میلوان رایواچ (۶ ژانویه ۲۰۱۹)
اعلام ترکیب نهایی در ۲۳ دسامبر ۲۰۱۸
میانگین سنی: ۲۷ سال
| ش. | پست       | بازیکن                | ت‌ت (سن)                  | بازی | گل | باشگاه                            |
| -- | --------- | --------------------- | ------------------------ | ---- | -- | --------------------------------- |
| ۱  | دروازه‌بان | چاتچای بودپروم        | ۴ فوریه ۱۹۸۷ (۳۱ سال)    | ۷    | ۰  | باشگاه فوتبال بی جی پاتوم یونایتد |
| ۲  | هافبک     | ساسالاک هایپراخون     | ۸ ژانویه ۱۹۹۵ (۲۳ سال)   | ۴    | ۰  | بوریرام یونایتد                   |
| ۳  | مدافع     | تیراتون بونماتان      | ۶ فوریه ۱۹۹۰ (۲۸ سال)    | ۵۲   | ۵  | موانگتونگ یونایتد                 |
| ۴  | مدافع     | چالرمپانگ کردکائو     | ۷ اکتبر ۱۹۸۶ (۳۲ سال)    | ۱۶   | ۰  | Nakhon Ratchasima                 |
| ۵  | مدافع     | آدیسورن پرومراک       | ۲۱ اکتبر ۱۹۹۳ (۲۵ سال)   | ۲۷   | ۰  | موانگتونگ یونایتد                 |
| ۶  | مدافع     | پانسا همویبون         | ۸ ژوئیه ۱۹۹۰ (۲۸ سال)    | ۱۵   | ۴  | بوریرام یونایتد                   |
| ۷  | هافبک     | سومانیا پوریسای       | ۵ دسامبر ۱۹۸۶ (۳۲ سال)   | ۱۸   | ۰  | بانکوک یونایتد                    |
| ۸  | هافبک     | تیتیپان پوانگچان      | ۱ سپتامبر ۱۹۹۳ (۲۵ سال)  | ۲۴   | ۵  | باشگاه فوتبال بی جی پاتوم یونایتد |
| ۹  | مهاجم     | آدیساک کرایسورن       | ۱ فوریه ۱۹۹۱ (۲۷ سال)    | ۳۳   | ۱۶ | موانگتونگ یونایتد                 |
| ۱۰ | مهاجم     | تیراسیل دانگدا (ک)    | ۶ ژوئن ۱۹۸۸ (۳۰ سال)     | ۹۵   | ۴۲ | موانگتونگ یونایتد                 |
| ۱۱ | مدافع     | کوراکوت ویریائدومسیری | ۱۹ ژانویه ۱۹۸۸ (۳۰ سال)  | ۱۰   | ۱  | بوریرام یونایتد                   |
| ۱۲ | مهاجم     | چانانان پومبوفا       | ۱۷ مارس ۱۹۹۲ (۲۶ سال)    | ۷    | ۰  | Suphanburi                        |
| ۱۳ | دروازه‌بان | سارانون آنوین         | ۲۴ مارس ۱۹۹۴ (۲۴ سال)    | ۰    | ۰  | باشگاه فوتبال چیانگرای یونایتد    |
| ۱۴ | هافبک     | سانراوات دچمیتر       | ۳ اوت ۱۹۸۹ (۲۹ سال)      | ۲۷   | ۰  | بانکوک یونایتد                    |
| ۱۵ | مدافع     | سوفان تونگسانگ        | ۲۶ اوت ۱۹۹۴ (۲۴ سال)     | ۲    | ۰  | Suphanburi                        |
| ۱۶ | مدافع     | میکا چونونسی          | ۲۶ مارس ۱۹۸۹ (۲۹ سال)    | ۴    | ۰  | بانکوک یونایتد                    |
| ۱۷ | هافبک     | تانابون کسارات        | ۲۱ سپتامبر ۱۹۹۳ (۲۵ سال) | ۴۰   | ۱  | باشگاه فوتبال بی جی پاتوم یونایتد |
| ۱۸ | هافبک     | چاناتیپ سونگکراسین    | ۵ اکتبر ۱۹۹۳ (۲۵ سال)    | ۴۶   | ۵  | کونسادول ساپورو                   |
| ۱۹ | مدافع     | تریستان دو            | ۳۱ ژانویه ۱۹۹۳ (۲۵ سال)  | ۲۴   | ۰  | بانکوک یونایتد                    |
| ۲۰ | مهاجم     | سیروچ چاتهانگ         | ۸ دسامبر ۱۹۹۲ (۲۶ سال)   | ۲۴   | ۳  | PT Prachuap                       |
| ۲۱ | هافبک     | پوکلاو آنان           | ۴ مارس ۱۹۹۱ (۲۷ سال)     | ۴۰   | ۶  | بانکوک یونایتد                    |
| ۲۲ | مهاجم     | سوپاچای جیدد          | ۱ دسامبر ۱۹۹۸ (۲۰ سال)   | ۸    | ۳  | بوریرام یونایتد                   |
| ۲۳ | دروازه‌بان | سیواراک تدسونگنون     | ۲۰ آوریل ۱۹۸۴ (۳۴ سال)   | ۱۳   | ۰  | بوریرام یونایتد                   |

### هند
سرمربی:  استیون کونستانتین
اعلام ترکیب نهایی در ۲۳ دسامبر ۲۰۱۸
میانگین سنی: ۲۵ سال
| ش. | پست       | بازیکن                       | ت‌ت (سن)                  | بازی | گل | باشگاه                         |
| -- | --------- | ---------------------------- | ------------------------ | ---- | -- | ------------------------------ |
| ۱  | دروازه‌بان | گورپریت سینگ ساندو           | ۳ فوریه ۱۹۹۲ (۲۶ سال)    | ۲۶   | ۰  | بنگالورو                       |
| ۲  | مدافع     | سلام رانجان سینگ             | ۴ دسامبر ۱۹۹۵ (۲۳ سال)   | ۱۰   | ۰  | بنگال شرقی                     |
| ۳  | مدافع     | سوباسیش بوس                  | ۱۸ اوت ۱۹۹۵ (۲۳ سال)     | ۹    | ۰  | بمبئی سیتی                     |
| ۴  | مدافع     | سرتاک گولوی                  | ۳ نوامبر ۱۹۹۷ (۲۱ سال)   | ۳    | ۰  | باشگاه فوتبال پون سیتی         |
| ۵  | مدافع     | ساندش جینگان                 | ۲۱ ژوئیه ۱۹۹۳ (۲۵ سال)   | ۲۷   | ۴  | باشگاه فوتبال کرالا بلاسترز    |
| ۶  | هافبک     | گرمانپریت سینگ               | ۲۴ ژوئن ۱۹۹۶ (۲۲ سال)    | ۳    | ۰  | باشگاه فوتبال چنایین           |
| ۷  | هافبک     | آنیرود تاپا                  | ۱۵ ژانویه ۱۹۹۸ (۲۰ سال)  | ۱۰   | ۰  | باشگاه فوتبال چنایین           |
| ۸  | هافبک     | وینیت رای                    | ۱۰ نوامبر ۱۹۹۷ (۲۱ سال)  | ۶    | ۰  | Delhi Dynamos                  |
| ۹  | مهاجم     | سومیت پاسی                   | ۱۲ سپتامبر ۱۹۹۴ (۲۴ سال) | ۶    | ۱  | جمشیدپور                       |
| ۱۰ | مهاجم     | بالوانت سینگ (بازیکن فوتبال) | ۱۵ دسامبر ۱۹۸۶ (۳۲ سال)  | ۹    | ۳  | ATK                            |
| ۱۱ | مهاجم     | سونیل چتری (ک)               | ۳ اوت ۱۹۸۴ (۳۴ سال)      | ۱۰۴  | ۶۵ | بنگالورو                       |
| ۱۲ | مهاجم     | جی‌جی لالپکالوا               | ۷ ژانویه ۱۹۹۱ (۲۷ سال)   | ۵۲   | ۲۲ | باشگاه فوتبال چنایین           |
| ۱۳ | هافبک     | آشیق کورونیان                | ۱۴ ژوئن ۱۹۹۷ (۲۱ سال)    | ۸    | ۱  | باشگاه فوتبال پون سیتی         |
| ۱۴ | هافبک     | پرونای هالدر                 | ۲۵ فوریه ۱۹۹۳ (۲۵ سال)   | ۱۱   | ۱  | ATK                            |
| ۱۵ | هافبک     | اودانتا سینگ                 | ۱۴ ژوئن ۱۹۹۶ (۲۲ سال)    | ۱۳   | ۱  | بنگالورو                       |
| ۱۶ | دروازه‌بان | ویشال کایث                   | ۲۲ ژوئیه ۱۹۹۶ (۲۲ سال)   | ۴    | ۰  | باشگاه فوتبال پون سیتی         |
| ۱۷ | هافبک     | رولین بورگس                  | ۵ ژوئن ۱۹۹۲ (۲۶ سال)     | ۲۵   | ۱  | باشگاه فوتبال نورث‌ایست یونایتد |
| ۱۸ | هافبک     | جکی‌چاند سینگ                 | ۱۷ مارس ۱۹۹۲ (۲۶ سال)    | ۱۶   | ۳  | باشگاه فوتبال گوآ              |
| ۱۹ | هافبک     | هالیچاران نارزاری            | ۱۰ مه ۱۹۹۴ (۲۴ سال)      | ۲۱   | ۱  | باشگاه فوتبال کرالا بلاسترز    |
| ۲۰ | مدافع     | پریتام کوتال                 | ۸ سپتامبر ۱۹۹۳ (۲۵ سال)  | ۲۸   | ۰  | Delhi Dynamos                  |
| ۲۱ | مدافع     | نارایان داس (بازیکن فوتبال)  | ۲۵ سپتامبر ۱۹۹۳ (۲۵ سال) | ۲۸   | ۱  | Delhi Dynamos                  |
| ۲۲ | مدافع     | آناس اداسودیکا               | ۱۵ فوریه ۱۹۸۷ (۳۱ سال)   | ۱۰   | ۰  | باشگاه فوتبال کرالا بلاسترز    |
| ۲۳ | دروازه‌بان | امریندر سینگ                 | ۲۷ مه ۱۹۹۳ (۲۵ سال)      | ۲    | ۰  | بمبئی سیتی                     |

### بحرین
سرمربی:  میروسلاو سوکوپ
اعلام ترکیب نهایی در ۲۳ دسامبر ۲۰۱۸
میانگین سنی: ۲۶ سال
| ش. | پست       | بازیکن                        | ت‌ت (سن)                  | بازی | گل | باشگاه                       |
| -- | --------- | ----------------------------- | ------------------------ | ---- | -- | ---------------------------- |
| ۱  | دروازه‌بان | سید شوبر علوی                 | ۱۱ اوت ۱۹۸۵ (۳۳ سال)     | ۸    | ۰  | النجمه بحرین                 |
| ۲  | مدافع     | سید مهدی باقر (بازیکن فوتبال) | ۱۴ آوریل ۱۹۹۴ (۲۴ سال)   | ۵    | ۰  | النصر کویت                   |
| ۳  | مدافع     | ولید الحیام                   | ۳ فوریه ۱۹۹۱ (۲۷ سال)    | ۴۶   | ۰  | المحرق                       |
| ۴  | هافبک     | سید ضیاء سعید                 | ۱۷ ژوئیه ۱۹۹۲ (۲۶ سال)   | ۶۶   | ۵  | النصر کویت                   |
| ۵  | مدافع     | حمد الشمسان                   | ۲۹ سپتامبر ۱۹۹۷ (۲۱ سال) | ۰    | ۰  | الرفاع                       |
| ۶  | مدافع     | احمد میرزا (بازیکن فوتبال)    | ۲۴ فوریه ۱۹۹۱ (۲۷ سال)   | ۰    | ۰  | الحد                         |
| ۷  | هافبک     | عبدالوهاب الصافی (ک)          | ۴ ژوئن ۱۹۸۴ (۳۴ سال)     | ۸۲   | ۱  | المحرق                       |
| ۸  | هافبک     | محمد مرهون                    | ۱۲ فوریه ۱۹۹۸ (۲۰ سال)   | ۰    | ۰  | الرفاع                       |
| ۹  | مهاجم     | مهدی الحمیدان                 | ۱۹ مه ۱۹۹۳ (۲۵ سال)      | ۰    | ۰  | باشگاه فوتبال الاهلی (منامه) |
| ۱۰ | مهاجم     | عبدالله یوسف هلال             | ۱۲ ژوئن ۱۹۹۳ (۲۵ سال)    | ۳۷   | ۳  | بوهمیانس ۱۹۰۵                |
| ۱۱ | هافبک     | علی مدن                       | ۳۰ نوامبر ۱۹۹۵ (۲۳ سال)  | ۱۷   | ۳  | النجمه بحرین                 |
| ۱۲ | مدافع     | احمد جمعه                     | ۸ اکتبر ۱۹۹۲ (۲۶ سال)    | ۳    | ۰  | المحرق                       |
| ۱۳ | مهاجم     | محمد الرمیحی                  | ۹ سپتامبر ۱۹۹۰ (۲۸ سال)  | ۸    | ۲  | منامه                        |
| ۱۴ | هافبک     | علی حرم                       | ۱۱ دسامبر ۱۹۸۸ (۳۰ سال)  | ۳    | ۰  | الرفاع                       |
| ۱۵ | هافبک     | جاسم الشیخ                    | ۱ فوریه ۱۹۹۶ (۲۲ سال)    | ۱    | ۰  | باشگاه فوتبال الاهلی (منامه) |
| ۱۶ | مدافع     | سید رضا عیسی                  | ۷ اوت ۱۹۹۴ (۲۴ سال)      | ۱۳   | ۰  | الرفاع                       |
| ۱۷ | مدافع     | احمد بوغمار                   | ۳۰ دسامبر ۱۹۹۷ (۲۱ سال)  | ۳    | ۰  | الحد                         |
| ۱۸ | مدافع     | احمد عبدالله علی              | ۱ آوریل ۱۹۸۷ (۳۱ سال)    | ۱۷   | ۰  | النجمه بحرین                 |
| ۱۹ | هافبک     | کمیل الاسود                   | ۸ آوریل ۱۹۹۴ (۲۴ سال)    | ۲۶   | ۲  | الرفاع                       |
| ۲۰ | مهاجم     | سامی الحسینی                  | ۲۹ سپتامبر ۱۹۸۹ (۲۹ سال) | ۵۳   | ۷  | East Riffa                   |
| ۲۱ | دروازه‌بان | Yusuf Habib                   | ۹ ژانویه ۱۹۹۸ (۲۰ سال)   | ۰    | ۰  | مالکیه                       |
| ۲۲ | دروازه‌بان | عبدالکریم فردان               | ۲۵ آوریل ۱۹۹۲ (۲۶ سال)   | ۱    | ۰  | الرفاع                       |
| ۲۳ | هافبک     | جمال راشد                     | ۷ نوامبر ۱۹۸۸ (۳۰ سال)   | ۳۰   | ۴  | المحرق                       |

## گروه B

### استرالیا
سرمربی: گراهام آرنولد
اعلام ترکیب نهایی در ۲۳ دسامبر ۲۰۱۸
میانگین سنی: ۲۷ سال
| ش. | پست       | بازیکن                     | ت‌ت (سن)                  | بازی | گل | باشگاه                 |
| -- | --------- | -------------------------- | ------------------------ | ---- | -- | ---------------------- |
| ۱  | دروازه‌بان | متیو رایان (بازیکن فوتبال) | ۸ آوریل ۱۹۹۲ (۲۶ سال)    | ۵۰   | ۰  | برایتون اند هوو آلبیون |
| ۲  | مدافع     | میلوس دهنک                 | ۲۸ آوریل ۱۹۹۴ (۲۴ سال)   | ۲۰   | ۱  | ستاره سرخ بلگراد       |
| ۳  | مدافع     | الکس گرزباک                | ۸ مه ۱۹۹۷ (۲۱ سال)       | ۶    | ۰  | روزنبورگ               |
| ۴  | مدافع     | رایان گرانت                | ۲۶ فوریه ۱۹۹۱ (۲۷ سال)   | ۲    | ۰  | سیدنی                  |
| ۵  | مدافع     | مارک میلیگان (ک)           | ۴ اوت ۱۹۸۵ (۳۳ سال)      | ۷۴   | ۶  | هیبرنین                |
| ۶  | مدافع     | متئو یورمان                | ۸ دسامبر ۱۹۸۹ (۲۹ سال)   | ۶    | ۰  | الاتحاد                |
| ۷  | مهاجم     | متیو لکی                   | ۴ فوریه ۱۹۹۱ (۲۷ سال)    | ۵۹   | ۹  | هرتابرلین              |
| ۸  | هافبک     | ماسیمو لونگو               | ۲۵ ژوئیه ۱۹۹۲ (۲۶ سال)   | ۳۸   | ۶  | کویینز پارک رنجرز      |
| ۹  | مهاجم     | جیمی مکلارن                | ۲۹ ژوئیه ۱۹۹۳ (۲۵ سال)   | ۸    | ۰  | هیبرنین                |
| ۱۰ | مهاجم     | رابی کروز                  | ۵ اکتبر ۱۹۸۸ (۳۰ سال)    | ۷۰   | ۵  | بوخوم                  |
| ۱۱ | مهاجم     | آندره نابوت                | ۱۷ دسامبر ۱۹۹۲ (۲۶ سال)  | ۸    | ۲  | اوراوا رد دیاموندز     |
| ۱۲ | دروازه‌بان | میشل لانگراک               | ۲۲ اوت ۱۹۸۸ (۳۰ سال)     | ۸    | ۰  | ناگویا گرامپوس         |
| ۱۳ | هافبک     | جیمز جگو                   | ۱۲ فوریه ۱۹۹۲ (۲۶ سال)   | ۱    | ۰  | آستریا وین             |
| ۱۴ | مهاجم     | آپوستولوس جیانو            | ۲۵ ژانویه ۱۹۹۰ (۲۸ سال)  | ۶    | ۱  | AEK Larnaca            |
| ۱۵ | مهاجم     | کریس ایکونومیدیس           | ۴ مه ۱۹۹۵ (۲۳ سال)       | ۷    | ۱  | پرث گلوری              |
| ۱۶ | مدافع     | عزیز بهیچ                  | ۱۶ دسامبر ۱۹۹۰ (۲۸ سال)  | ۳۰   | ۲  | پی‌اس‌وی آیندهوون        |
| ۱۷ | هافبک     | مصطفی امینی                | ۲۰ آوریل ۱۹۹۳ (۲۵ سال)   | ۵    | ۰  | آرهوس                  |
| ۱۸ | دروازه‌بان | دنی ووکوویچ                | ۲۷ مارس ۱۹۸۵ (۳۳ سال)    | ۳    | ۰  | خنک                    |
| ۱۹ | مدافع     | یاش ریسدون                 | ۲۷ ژوئیه ۱۹۹۲ (۲۶ سال)   | ۱۳   | ۰  | وسترن سیدنی واندررز    |
| ۲۰ | مدافع     | ترنت سینزبری               | ۵ ژانویه ۱۹۹۲ (۲۷ سال)   | ۴۲   | ۳  | پی‌اس‌وی آیندهوون        |
| ۲۱ | مهاجم     | آور مابیل                  | ۱۵ سپتامبر ۱۹۹۵ (۲۳ سال) | ۴    | ۲  | میدیولن                |
| ۲۲ | هافبک     | جکسون اروین                | ۷ مارس ۱۹۹۳ (۲۵ سال)     | ۲۵   | ۳  | هال سیتی               |
| ۲۳ | هافبک     | تام روگیچ                  | ۱۶ دسامبر ۱۹۹۲ (۲۶ سال)  | ۴۲   | ۸  | سلتیک                  |

### سوریه
سرمربی:  برند اشتانگه (۶–۱۰ ژانویه ۲۰۱۹) / Fajr Ibrahim (from 1۵ ژانویه ۲۰۱۹)
اعلام ترکیب نهایی در ۲۳ دسامبر ۲۰۱۸
میانگین سنی: ۲۷ سال
| ش. | پست       | بازیکن                      | ت‌ت (سن)                 | بازی | گل | باشگاه                       |
| -- | --------- | --------------------------- | ----------------------- | ---- | -- | ---------------------------- |
| ۱  | دروازه‌بان | ابراهیم عالمه               | ۱۸ اکتبر ۱۹۹۱ (۲۷ سال)  | ۴۳   | ۰  | الوحده سوریه                 |
| ۲  | مدافع     | احمد الصالح (بازیکن فوتبال) | ۲۰ مه ۱۹۸۹ (۲۹ سال)     | ۴۰   | ۲  | العهد                        |
| ۳  | مدافع     | مؤید العجان                 | ۱ ژانویه ۱۹۹۳ (۲۶ سال)  | ۴۲   | ۱  | باشگاه فوتبال الجزیره (امان) |
| ۴  | مدافع     | جهاد الباعور                | ۲۷ ژوئن ۱۹۸۷ (۳۱ سال)   | ۲۱   | ۰  | الرفاع                       |
| ۵  | مدافع     | عمر المیدانی                | ۲۶ ژانویه ۱۹۹۴ (۲۴ سال) | ۳۰   | ۱  | اهرام سبورت                  |
| ۶  | مدافع     | عمرو جنیات                  | ۱۵ ژانویه ۱۹۹۳ (۲۵ سال) | ۱۷   | ۰  | Al-Shabab                    |
| ۷  | هافبک     | عمر خربین                   | ۱۵ ژانویه ۱۹۹۴ (۲۴ سال) | ۳۷   | ۱۶ | الهلال                       |
| ۸  | هافبک     | محمود المواس                | ۱ ژانویه ۱۹۹۳ (۲۶ سال)  | ۵۴   | ۸  | ام صلال                      |
| ۹  | مهاجم     | عمر السومه (ک)              | ۲۳ مارس ۱۹۹۰ (۲۸ سال)   | ۱۷   | ۷  | الاهلی عربستان سعودی         |
| ۱۰ | هافبک     | محمد عثمان                  | ۱ ژانویه ۱۹۹۳ (۲۶ سال)  | ۶    | ۰  | باشگاه فوتبال هراکس آلملو    |
| ۱۱ | هافبک     | اسامه اومری                 | ۱۰ ژانویه ۱۹۹۲ (۲۶ سال) | ۲۹   | ۵  | القطر                        |
| ۱۲ | مدافع     | حسین جوید                   | ۱ ژانویه ۱۹۹۳ (۲۶ سال)  | ۱۹   | ۰  | الزورا                       |
| ۱۳ | مدافع     | ندیم صباغ                   | ۴ اوت ۱۹۸۵ (۳۳ سال)     | ۴۳   | ۴  | تشرین سوریه                  |
| ۱۴ | هافبک     | تامر حاج محمد               | ۳ آوریل ۱۹۸۸ (۳۰ سال)   | ۲۵   | ۱  | Ohod                         |
| ۱۵ | مدافع     | عبدالملک عنیزان             | ۲۵ فوریه ۱۹۸۹ (۲۹ سال)  | ۵    | ۰  | الجیش سوریه                  |
| ۱۶ | هافبک     | احمد الاشقر                 | ۱ ژانویه ۱۹۹۶ (۲۳ سال)  | ۹    | ۰  | الجیش سوریه                  |
| ۱۷ | هافبک     | یوسف قلفا                   | ۱۴ مه ۱۹۹۳ (۲۵ سال)     | ۱۹   | ۱  | الحزم عربستان سعودی          |
| ۱۸ | هافبک     | زاهر میدانی                 | ۱۳ آوریل ۱۹۸۷ (۳۱ سال)  | ۵۲   | ۲  | نیروی هوایی عراق             |
| ۱۹ | مهاجم     | ماردیک ماردیکیان            | ۱۴ مارس ۱۹۹۲ (۲۶ سال)   | ۲۶   | ۳  | باشگاه فوتبال الجزیره (امان) |
| ۲۰ | هافبک     | خالد المبیض                 | ۱۰ ژانویه ۱۹۹۳ (۲۵ سال) | ۲۹   | ۲  | الوحده سوریه                 |
| ۲۱ | هافبک     | فهد یوسف                    | ۱۵ مه ۱۹۸۷ (۳۱ سال)     | ۲۲   | ۰  | السیلیه                      |
| ۲۲ | دروازه‌بان | محمود الیوسف                | ۲۰ ژانویه ۱۹۸۸ (۳۰ سال) | ۴    | ۰  | Al-Jabalain                  |
| ۲۳ | دروازه‌بان | احمد مدنیه                  | ۱ ژانویه ۱۹۹۰ (۲۹ سال)  | ۷    | ۰  | الجیش سوریه                  |

### فلسطین
سرمربی:  Noureddine Ould Ali
اعلام ترکیب نهایی در ۲۳ دسامبر ۲۰۱۸
میانگین سنی: ۲۷ سال
| ش. | پست       | بازیکن               | ت‌ت (سن)                 | بازی | گل | باشگاه              |
| -- | --------- | -------------------- | ----------------------- | ---- | -- | ------------------- |
| ۱  | دروازه‌بان | توفیق علی            | ۸ نوامبر ۱۹۹۰ (۲۸ سال)  | ۳۰   | ۰  | Taraji Wadi Al-Nes  |
| ۲  | مدافع     | دنیل مصطفی           | ۲ اوت ۱۹۸۴ (۳۴ سال)     | ۱۰   | ۰  | Sarmiento de Leones |
| ۳  | هافبک     | Mohammed Bassim      | ۳ ژوئیه ۱۹۹۵ (۲۳ سال)   | ۱۱   | ۱  | Shabab Al-Bireh     |
| ۴  | مدافع     | Mohammed Saleh       | ۱۸ ژوئیه ۱۹۹۳ (۲۵ سال)  | ۲۵   | ۱  | Floriana FC         |
| ۵  | مدافع     | Tamer Salah          | ۳ آوریل ۱۹۸۶ (۳۲ سال)   | ۳۵   | ۲  | Hilal Al-Quds       |
| ۶  | هافبک     | Shadi Shaban         | ۴ مارس ۱۹۹۲ (۲۶ سال)    | ۳۰   | ۰  | Ahli Al-Khaleel     |
| ۷  | مدافع     | Musab Al-Battat      | ۱۲ نوامبر ۱۹۹۳ (۲۵ سال) | ۴۵   | ۴  | Ahli Al-Khaleel     |
| ۸  | هافبک     | Jonathan Cantillana  | ۲۶ مه ۱۹۹۲ (۲۶ سال)     | ۲۹   | ۱۰ | Hilal Al-Quds       |
| ۹  | هافبک     | Tamer Seyam          | ۲۵ نوامبر ۱۹۹۲ (۲۶ سال) | ۳۴   | ۱۱ | حسینیه اکادیر       |
| ۱۰ | هافبک     | Sameh Maraaba        | ۱۹ مارس ۱۹۹۲ (۲۶ سال)   | ۴۰   | ۱۵ | Ahli Al-Khaleel     |
| ۱۱ | مهاجم     | Yashir Islame        | ۶ فوریه ۱۹۹۱ (۲۷ سال)   | ۱۲   | ۷  | Coquimbo Unido      |
| ۱۲ | مهاجم     | خالد سالم            | ۱۷ نوامبر ۱۹۸۹ (۲۹ سال) | ۲۵   | ۸  | Markaz Balata       |
| ۱۳ | مدافع     | یاکا حبیشه           | ۲۹ اوت ۱۹۸۶ (۳۲ سال)    | ۲۰   | ۳  | Bravo               |
| ۱۴ | مدافع     | عبدالله جابر         | ۱۷ فوریه ۱۹۹۳ (۲۵ سال)  | ۴۰   | ۳  | Ahli Al-Khaleel     |
| ۱۵ | مدافع     | عبداللطیف بهداری (ک) | ۲۰ فوریه ۱۹۸۴ (۳۴ سال)  | ۸۹   | ۱۵ | Markaz Balata       |
| ۱۶ | دروازه‌بان | Amr Kaddoura         | ۱ ژوئیه ۱۹۹۴ (۲۴ سال)   | ۰    | ۰  | Landskrona BoIS     |
| ۱۷ | هافبک     | Pablo Tamburrini     | ۳۰ ژانویه ۱۹۹۰ (۲۸ سال) | ۱۹   | ۳  | Shabab Al-Bireh     |
| ۱۸ | هافبک     | Oday Dabbagh         | ۳ دسامبر ۱۹۹۸ (۲۰ سال)  | ۱۰   | ۴  | Hilal Al-Quds       |
| ۱۹ | مهاجم     | Mahmoud Wadi         | ۱۹ دسامبر ۱۹۹۴ (۲۴ سال) | ۵    | ۰  | المصری              |
| ۲۰ | هافبک     | نظمی البدوی          | ۲۴ اوت ۱۹۹۱ (۲۷ سال)    | ۳    | ۱  | سینسیناتی           |
| ۲۱ | مدافع     | الکسیس نورامبوئنا    | ۳۱ مارس ۱۹۸۴ (۳۴ سال)   | ۳۰   | ۴  | Deportes Melipilla  |
| ۲۲ | دروازه‌بان | Rami Hamadeh         | ۲۴ مارس ۱۹۹۴ (۲۴ سال)   | ۱۶   | ۰  | Hilal Al-Quds       |
| ۲۳ | هافبک     | Mohammed Darweesh    | ۲ ژوئن ۱۹۹۱ (۲۷ سال)    | ۴۰   | ۵  | Hilal Al-Quds       |

### اردن
سرمربی:  ویتال بورکلمانس
اعلام ترکیب نهایی در ۲۳ دسامبر ۲۰۱۸
میانگین سنی: ۲۸ سال
| ش. | پست       | بازیکن                          | ت‌ت (سن)                  | بازی | گل | باشگاه                       |
| -- | --------- | ------------------------------- | ------------------------ | ---- | -- | ---------------------------- |
| ۱  | دروازه‌بان | عامر شفیع (ک)                   | ۱۴ فوریه ۱۹۸۲ (۳۶ سال)   | ۱۳۹  | ۱  | باشگاه فوتبال الشباب اردن    |
| ۲  | مدافع     | Feras Shelbaieh                 | ۲۷ نوامبر ۱۹۹۳ (۲۵ سال)  | ۱۶   | ۰  | باشگاه فوتبال الجزیره (امان) |
| ۳  | مدافع     | طارق خطاب                       | ۶ مه ۱۹۹۲ (۲۶ سال)       | ۵۲   | ۲  | السالمیه کویت                |
| ۴  | هافبک     | بها عبدالرحمن                   | ۵ ژانویه ۱۹۸۷ (۳۲ سال)   | ۱۲۰  | ۳  | باشگاه الفیصلی               |
| ۵  | مدافع     | Yazan Abu Arab                  | ۳۱ ژانویه ۱۹۹۶ (۲۲ سال)  | ۱۵   | ۰  | باشگاه فوتبال الجزیره (امان) |
| ۶  | هافبک     | سعید مرجان                      | ۱۰ فوریه ۱۹۹۰ (۲۸ سال)   | ۶۴   | ۱۲ | الوحدات                      |
| ۷  | هافبک     | یوسف الرواشده                   | ۱۴ مارس ۱۹۹۰ (۲۸ سال)    | ۳۷   | ۴  | باشگاه الفیصلی               |
| ۸  | هافبک     | Obaida Al-Samarneh              | ۱۷ فوریه ۱۹۹۲ (۲۶ سال)   | ۲۰   | ۰  | الوحدات                      |
| ۹  | مهاجم     | Baha' Faisal                    | ۳۰ مه ۱۹۹۵ (۲۳ سال)      | ۲۰   | ۶  | الوحدات                      |
| ۱۰ | هافبک     | احمد سمیر (بازیکن فوتبال اردنی) | ۲۷ مارس ۱۹۹۱ (۲۷ سال)    | ۲۶   | ۴  | باشگاه فوتبال الجزیره (امان) |
| ۱۱ | مهاجم     | Yaseen Al-Bakhit                | ۲۹ ژانویه ۱۹۸۸ (۳۰ سال)  | ۴۹   | ۱۴ | Dibba Al-Fujairah            |
| ۱۲ | دروازه‌بان | احمد عبدالستار                  | ۶ ژوئیه ۱۹۸۴ (۳۴ سال)    | ۹    | ۰  | باشگاه فوتبال الجزیره (امان) |
| ۱۳ | هافبک     | خلیل بنی عطیه                   | ۸ ژوئن ۱۹۹۱ (۲۷ سال)     | ۶۹   | ۸  | باشگاه الفیصلی               |
| ۱۴ | مهاجم     | Ahmad Ersan                     | ۲۸ سپتامبر ۱۹۹۵ (۲۳ سال) | ۳    | ۰  | باشگاه الفیصلی               |
| ۱۵ | مدافع     | Bara' Marei                     | ۱۳ آوریل ۱۹۹۴ (۲۴ سال)   | ۶    | ۰  | باشگاه الفیصلی               |
| ۱۶ | هافبک     | Saleh Rateb                     | ۱۸ دسامبر ۱۹۹۴ (۲۴ سال)  | ۱۲   | ۰  | الوحدات                      |
| ۱۷ | مدافع     | Mohammad Al-Basha               | ۵ فوریه ۱۹۸۸ (۳۰ سال)    | ۳۱   | ۰  | الوحدات                      |
| ۱۸ | مهاجم     | موسی التعمری                    | ۱۰ ژوئن ۱۹۹۷ (۲۱ سال)    | ۱۴   | ۱۱ | آپوئل                        |
| ۱۹ | مدافع     | انس بنی یاسین                   | ۲۹ نوامبر ۱۹۸۸ (۳۰ سال)  | ۱۱۰  | ۸  | باشگاه الفیصلی               |
| ۲۰ | مهاجم     | Odai Khadr                      | ۲۰ مارس ۱۹۹۱ (۲۷ سال)    | ۵    | ۰  | باشگاه فوتبال ظفار           |
| ۲۱ | مدافع     | Salem Al-Ajalin                 | ۱۸ فوریه ۱۹۸۸ (۳۰ سال)   | ۸    | ۰  | باشگاه الفیصلی               |
| ۲۲ | دروازه‌بان | معتز یاسین                      | ۳ نوامبر ۱۹۸۲ (۳۶ سال)   | ۲۶   | ۰  | باشگاه الفیصلی               |
| ۲۳ | مدافع     | Ihsan Haddad                    | ۵ فوریه ۱۹۹۴ (۲۴ سال)    | ۴۵   | ۳  | باشگاه الفیصلی               |

## گروه C

### کره جنوبی
سرمربی:  پائولو بنتو
اعلام ترکیب نهایی در ۲۳ دسامبر ۲۰۱۸
میانگین سنی: ۲۷ سال
| ش. | پست       | بازیکن                             | ت‌ت (سن)                  | بازی | گل | باشگاه                            |
| -- | --------- | ---------------------------------- | ------------------------ | ---- | -- | --------------------------------- |
| ۱  | دروازه‌بان | کیم سئونگ-گیو                      | ۳۰ سپتامبر ۱۹۹۰ (۲۸ سال) | ۳۶   | ۰  | ویسل کوبه                         |
| ۲  | مدافع     | لی یونگ (بازیکن فوتبال، زاده ۱۹۸۶) | ۲۴ دسامبر ۱۹۸۶ (۳۲ سال)  | ۳۷   | ۰  | چونبوک هیوندای موتورز             |
| ۳  | مدافع     | کیم جین-سو                         | ۱۳ ژوئن ۱۹۹۲ (۲۶ سال)    | ۳۴   | ۰  | چونبوک هیوندای موتورز             |
| ۴  | مدافع     | کیم مین-جائه                       | ۱۵ نوامبر ۱۹۹۶ (۲۲ سال)  | ۱۱   | ۰  | چونبوک هیوندای موتورز             |
| ۵  | هافبک     | جونگ وو-یونگ                       | ۱۴ دسامبر ۱۹۸۹ (۲۹ سال)  | ۳۷   | ۲  | السد                              |
| ۶  | هافبک     | هوانگ این-بئوم                     | ۲۰ سپتامبر ۱۹۹۶ (۲۲ سال) | ۶    | ۱  | باشگاه فوتبال دائجئون هانا سیتی‌زن |
| ۷  | هافبک     | سون هیونگ-مین (ک)                  | ۸ ژوئیه ۱۹۹۲ (۲۶ سال)    | ۷۴   | ۲۳ | تاتنهام هاتسپر                    |
| ۸  | هافبک     | جو سه-جونگ                         | ۳۰ اکتبر ۱۹۹۰ (۲۸ سال)   | ۱۵   | ۱  | Asan Mugunghwa                    |
| ۹  | مهاجم     | جی دونگ-وون                        | ۲۸ مه ۱۹۹۱ (۲۷ سال)      | ۴۹   | ۱۱ | آگسبورگ                           |
| ۱۰ | هافبک     | لی جائه سونگ                       | ۱۰ اوت ۱۹۹۲ (۲۶ سال)     | ۴۰   | ۷  | هولشتاین کیل                      |
| ۱۱ | هافبک     | هانگ هی چان                        | ۲۶ ژانویه ۱۹۹۶ (۲۲ سال)  | ۲۰   | ۲  | هامبورگ                           |
| ۱۲ | هافبک     | لی سونگ-وو                         | ۶ ژانویه ۱۹۹۸ (۲۰ سال)   | ۷    | ۰  | هلاس ورونا                        |
| ۱۳ | هافبک     | کو جاچئول                          | ۲۷ فوریه ۱۹۸۹ (۲۹ سال)   | ۷۱   | ۱۹ | آگسبورگ                           |
| ۱۴ | مدافع     | هونگ چال                           | ۱۷ سپتامبر ۱۹۹۰ (۲۸ سال) | ۲۲   | ۰  | سوون سامسونگ                      |
| ۱۵ | مدافع     | جونگ سئونگ-هیون                    | ۳ آوریل ۱۹۹۴ (۲۴ سال)    | ۸    | ۰  | کاشیما آنتلرز                     |
| ۱۶ | هافبک     | کی سونگ-یونگ                       | ۲۴ ژانویه ۱۹۸۹ (۲۹ سال)  | ۱۰۸  | ۱۰ | نیوکاسل یونایتد                   |
| ۱۷ | هافبک     | لی چونگ-یونگ                       | ۲ ژوئیه ۱۹۸۸ (۳۰ سال)    | ۸۱   | ۸  | بوخوم                             |
| ۱۸ | مهاجم     | هانگ یی جو                         | ۲۸ اوت ۱۹۹۲ (۲۶ سال)     | ۱۷   | ۴  | گامبا اوساکا                      |
| ۱۹ | مدافع     | کیم یونگ-گوون                      | ۲۷ فوریه ۱۹۹۰ (۲۸ سال)   | ۶۲   | ۳  | گوانگ‌ژو اورگراند تائوبائو         |
| ۲۰ | مدافع     | کوون کیونگ-وون                     | ۳۱ ژانویه ۱۹۹۲ (۲۶ سال)  | ۶    | ۱  | تیانجین چوانجیان                  |
| ۲۱ | دروازه‌بان | کیم جین-هیون (بازیکن فوتبال)       | ۶ ژوئیه ۱۹۸۷ (۳۱ سال)    | ۱۶   | ۰  | سرزو اوساکا                       |
| ۲۲ | مدافع     | کیم مون-هوان                       | ۱ اوت ۱۹۹۵ (۲۳ سال)      | ۳    | ۰  | بوسان ای‌پارک                      |
| ۲۳ | دروازه‌بان | چو هیون-وو                         | ۲۵ سپتامبر ۱۹۹۱ (۲۷ سال) | ۱۱   | ۰  | دائجو                             |

### چین
سرمربی:  مارچلو لیپی
اعلام ترکیب نهایی در ۲۳ دسامبر ۲۰۱۸
میانگین سنی: ۲۹ سال
| ش. | پست       | بازیکن                  | ت‌ت (سن)                 | بازی | گل | باشگاه                    |
| -- | --------- | ----------------------- | ----------------------- | ---- | -- | ------------------------- |
| ۱  | دروازه‌بان | Yan Junling             | ۲۸ ژانویه ۱۹۹۱ (۲۷ سال) | ۱۷   | ۰  | شانگهای اس‌آی‌پی‌جی          |
| ۲  | مدافع     | Liu Yiming              | ۲۸ فوریه ۱۹۹۵ (۲۳ سال)  | ۱۰   | ۰  | تیانجین چوانجیان          |
| ۳  | مدافع     | یو یانگ (بازیکن فوتبال) | ۶ اوت ۱۹۸۹ (۲۹ سال)     | ۱۴   | ۰  | بیجینگ گوان               |
| ۴  | مدافع     | شی که                   | ۸ ژانویه ۱۹۹۳ (۲۵ سال)  | ۴    | ۰  | شانگهای اس‌آی‌پی‌جی          |
| ۵  | مدافع     | ژانگ لینپنگ             | ۹ مه ۱۹۸۹ (۲۹ سال)      | ۶۸   | ۵  | گوانگ‌ژو اورگراند تائوبائو |
| ۶  | مدافع     | فنگ شیائوتینگ           | ۲۲ اکتبر ۱۹۸۵ (۳۳ سال)  | ۷۱   | ۱  | گوانگ‌ژو اورگراند تائوبائو |
| ۷  | مهاجم     | وو لی                   | ۱۹ نوامبر ۱۹۹۱ (۲۷ سال) | ۵۹   | ۱۳ | شانگهای اس‌آی‌پی‌جی          |
| ۸  | هافبک     | Zhao Xuri               | ۳ دسامبر ۱۹۸۵ (۳۳ سال)  | ۸۳   | ۲  | تیانجین چوانجیان          |
| ۹  | مهاجم     | شیائو ژی                | ۲۸ مه ۱۹۸۵ (۳۳ سال)     | ۱۵   | ۲  | گوانگ‌ژو آر و اف           |
| ۱۰ | هافبک     | ژنگ ژی (ک)              | ۲۰ اوت ۱۹۸۰ (۳۸ سال)    | ۱۰۴  | ۱۵ | گوانگ‌ژو اورگراند تائوبائو |
| ۱۱ | هافبک     | هائو جونمین             | ۲۴ مارس ۱۹۸۷ (۳۱ سال)   | ۶۸   | ۱۲ | شاندونگ لیونگ             |
| ۱۲ | دروازه‌بان | Zhang Lu                | ۶ سپتامبر ۱۹۸۷ (۳۱ سال) | ۰    | ۰  | تیانجین چوانجیان          |
| ۱۳ | هافبک     | Chi Zhongguo            | ۲۶ اکتبر ۱۹۸۹ (۲۹ سال)  | ۸    | ۰  | بیجینگ گوان               |
| ۱۴ | مهاجم     | Wei Shihao              | ۸ آوریل ۱۹۹۵ (۲۳ سال)   | ۸    | ۲  | بیجینگ گوان               |
| ۱۵ | هافبک     | وو شی (بازیکن فوتبال)   | ۱۹ فوریه ۱۹۸۹ (۲۹ سال)  | ۵۵   | ۴  | جیانگسو سونینگ            |
| ۱۶ | هافبک     | Jin Jingdao             | ۱۸ نوامبر ۱۹۹۲ (۲۶ سال) | ۷    | ۰  | شاندونگ لیونگ             |
| ۱۷ | مدافع     | ژانگ چنگدونگ            | ۹ فوریه ۱۹۸۹ (۲۹ سال)   | ۲۹   | ۰  | هبی چین فورچون            |
| ۱۸ | مهاجم     | گائو لین                | ۱۴ فوریه ۱۹۸۶ (۳۲ سال)  | ۱۰۴  | ۲۱ | گوانگ‌ژو اورگراند تائوبائو |
| ۱۹ | مدافع     | Liu Yang                | ۱۷ ژوئن ۱۹۹۵ (۲۳ سال)   | ۲    | ۰  | شاندونگ لیونگ             |
| ۲۰ | هافبک     | یو هانچائو              | ۲۵ فوریه ۱۹۸۷ (۳۱ سال)  | ۵۷   | ۹  | گوانگ‌ژو اورگراند تائوبائو |
| ۲۱ | هافبک     | پیائو چنگ               | ۲۱ اوت ۱۹۸۹ (۲۹ سال)    | ۵    | ۰  | بیجینگ گوان               |
| ۲۲ | مهاجم     | دابائو یو               | ۱۸ آوریل ۱۹۸۸ (۳۰ سال)  | ۵۱   | ۱۷ | بیجینگ گوان               |
| ۲۳ | دروازه‌بان | وانگ دالی               | ۱۰ ژانویه ۱۹۸۹ (۲۹ سال) | ۲۶   | ۰  | شاندونگ لیونگ             |

### قرقیزستان
سرمربی:  Aleksandr Krestinin
اعلام ترکیب نهایی در ۲۳ دسامبر ۲۰۱۸
میانگین سنی: ۲۶ سال
| ش. | پست       | بازیکن                 | ت‌ت (سن)                  | بازی | گل | باشگاه                           |
| -- | --------- | ---------------------- | ------------------------ | ---- | -- | -------------------------------- |
| ۱  | دروازه‌بان | پاول ماتیاش            | ۱۱ ژوئیه ۱۹۸۷ (۳۱ سال)   | ۳۷   | ۰  | بازیکن آزاد                      |
| ۲  | مدافع     | Valery Kichin (ک)      | ۱۲ اکتبر ۱۹۹۲ (۲۶ سال)   | ۲۵   | ۱  | باشگاه فوتبال ینی‌سئی کراسنویارسک |
| ۳  | مدافع     | Tamirlan Kozubaev      | ۱ ژوئیه ۱۹۹۴ (۲۴ سال)    | ۱۶   | ۱  | Dordoi Bishkek                   |
| ۴  | مدافع     | Mustafa Iusupov        | ۱ ژوئیه ۱۹۹۵ (۲۳ سال)    | ۶    | ۰  | Dordoi Bishkek                   |
| ۵  | مدافع     | Aizar Akmatov          | ۲۴ اوت ۱۹۹۸ (۲۰ سال)     | ۴    | ۰  | Alga Bishkek                     |
| ۶  | هافبک     | Pavel Sidorenko        | ۲۶ مارس ۱۹۸۷ (۳۱ سال)    | ۲۷   | ۰  | Dordoi Bishkek                   |
| ۷  | هافبک     | تورسونالی روستموف      | ۳۱ ژانویه ۱۹۹۰ (۲۸ سال)  | ۱۱   | ۲  | Alga Bishkek                     |
| ۸  | هافبک     | عزیز صدیقوف            | ۲۳ ژوئن ۱۹۹۲ (۲۶ سال)    | ۲۵   | ۱  | Dordoi Bishkek                   |
| ۹  | هافبک     | ادگار برنهارت          | ۳۰ مارس ۱۹۸۶ (۳۲ سال)    | ۲۷   | ۱  | GKS Tychy                        |
| ۱۰ | مهاجم     | Mirlan Murzaev         | ۲۹ مارس ۱۹۹۰ (۲۸ سال)    | ۳۵   | ۸  | Somaspor Kulübü                  |
| ۱۱ | هافبک     | Bekzhan Sagynbaev      | ۱۱ سپتامبر ۱۹۹۴ (۲۴ سال) | ۸    | ۳  | Dordoi Bishkek                   |
| ۱۲ | هافبک     | Odiljon Abdurakhmanov  | ۱۸ مارس ۱۹۹۶ (۲۲ سال)    | ۷    | ۰  | FC Alay                          |
| ۱۳ | دروازه‌بان | Kutman Kadyrbekov      | ۱۳ ژوئن ۱۹۹۷ (۲۱ سال)    | ۰    | ۰  | Dordoi Bishkek                   |
| ۱۴ | مهاجم     | Ernist Batyrkanov      | ۲۱ فوریه ۱۹۹۸ (۲۰ سال)   | ۵    | ۰  | Dordoi Bishkek                   |
| ۱۵ | هافبک     | Murolimzhon Akhmedov   | ۵ ژانویه ۱۹۹۲ (۲۷ سال)   | ۷    | ۰  | Dordoi Bishkek                   |
| ۱۶ | دروازه‌بان | Valery Kashuba         | ۱۴ سپتامبر ۱۹۸۴ (۳۴ سال) | ۲۳   | ۰  | Dordoi Bishkek                   |
| ۱۷ | مدافع     | Daniel Tagoe           | ۳ مارس ۱۹۸۶ (۳۲ سال)     | ۱۹   | ۰  | Chittagong Abahani               |
| ۱۸ | هافبک     | Kairat Zhyrgalbek Uulu | ۱۳ ژوئن ۱۹۹۳ (۲۵ سال)    | ۳۱   | ۲  | Dordoi Bishkek                   |
| ۱۹ | مهاجم     | ویتالیج لوکس           | ۲۷ فوریه ۱۹۸۹ (۲۹ سال)   | ۲۲   | ۵  | باشگاه فوتبال اولم ۱۸۴۶          |
| ۲۰ | هافبک     | Bakhtiyar Duyshobekov  | ۳ ژوئن ۱۹۹۵ (۲۳ سال)     | ۲۳   | ۱  | Bashundhara Kings                |
| ۲۱ | هافبک     | Farhat Musabekov       | ۳ ژانویه ۱۹۹۴ (۲۵ سال)   | ۲۶   | ۰  | Dordoi Bishkek                   |
| ۲۲ | هافبک     | Anton Zemlianukhin     | ۱۱ دسامبر ۱۹۹۰ (۲۸ سال)  | ۲۶   | ۱۲ | Ilbirs Bishkek                   |
| ۲۳ | هافبک     | اخلیدین اسرائیلوف      | ۱۶ سپتامبر ۱۹۹۴ (۲۴ سال) | ۲۰   | ۲  | بازیکن آزاد                      |

### فیلیپین
سرمربی:  سون یوران اریکسون
اعلام ترکیب نهایی در ۲۳ دسامبر ۲۰۱۸
میانگین سنی: ۲۷ سال
| ش. | پست       | بازیکن                              | ت‌ت (سن)                  | بازی | گل | باشگاه                     |
| -- | --------- | ----------------------------------- | ------------------------ | ---- | -- | -------------------------- |
| ۱  | دروازه‌بان | Nathanael Villanueva                | ۲۵ اکتبر ۱۹۹۵ (۲۳ سال)   | ۰    | ۰  | باشگاه فوتبال کایا ایلویلو |
| ۲  | مدافع     | آلوارو سیلوا (بازیکن فوتبال)        | ۳۰ مارس ۱۹۸۴ (۳۴ سال)    | ۴    | ۰  | باشگاه فوتبال کداح         |
| ۳  | مدافع     | کارلی د مورگا                       | ۳۰ نوامبر ۱۹۸۸ (۳۰ سال)  | ۳۶   | ۴  | سئرس نیگروس                |
| ۴  | هافبک     | جان پاتریک اشتراوس                  | ۲۸ ژانویه ۱۹۹۶ (۲۲ سال)  | ۵    | ۰  | ارتسگبیرگ آئو              |
| ۵  | هافبک     | Mike Ott                            | ۲ مارس ۱۹۹۵ (۲۳ سال)     | ۱۷   | ۲  | سئرس نیگروس                |
| ۶  | مدافع     | Luke Woodland                       | ۲۱ ژوئیه ۱۹۹۵ (۲۳ سال)   | ۱۴   | ۰  | Suphanburi                 |
| ۷  | مهاجم     | ایان رمزی                           | ۲۷ فوریه ۱۹۸۸ (۳۰ سال)   | ۳۰   | ۷  | سوکوتای                    |
| ۸  | هافبک     | مانی اوت                            | ۶ مه ۱۹۹۲ (۲۶ سال)       | ۴۷   | ۴  | سئرس نیگروس                |
| ۹  | مهاجم     | Jovin Bedic                         | ۸ ژوئن ۱۹۹۰ (۲۸ سال)     | ۹    | ۲  | باشگاه فوتبال کایا ایلویلو |
| ۱۰ | مهاجم     | فیل یانگ‌هازبند (ک)                  | ۴ اوت ۱۹۸۷ (۳۱ سال)      | ۱۰۵  | ۵۲ | Davao Aguilas              |
| ۱۱ | مدافع     | دایسوکه ساتو (بازیکن فوتبال)        | ۲۰ سپتامبر ۱۹۹۴ (۲۴ سال) | ۴۱   | ۳  | Sepsi OSK                  |
| ۱۲ | مدافع     | Stephan Palla                       | ۱۵ مه ۱۹۸۹ (۲۹ سال)      | ۱۰   | ۰  | بوریرام یونایتد            |
| ۱۳ | مدافع     | آدام رید (بازیکن فوتبال، زاده ۱۹۹۱) | ۸ مه ۱۹۹۱ (۲۷ سال)       | ۷    | ۰  | بازیکن آزاد                |
| ۱۴ | هافبک     | Kevin Ingreso                       | ۱۰ فوریه ۱۹۹۳ (۲۵ سال)   | ۲۲   | ۳  | سئرس نیگروس                |
| ۱۵ | دروازه‌بان | Michael Falkesgaard                 | ۹ آوریل ۱۹۹۱ (۲۷ سال)    | ۶    | ۰  | بانکوک یونایتد             |
| ۱۶ | دروازه‌بان | Kevin Ray Hansen                    | ۲۹ سپتامبر ۱۹۹۴ (۲۴ سال) | ۰    | ۰  | باشگاه ورزشی هورسنس        |
| ۱۷ | هافبک     | استفان شروک                         | ۲۱ اوت ۱۹۸۶ (۳۲ سال)     | ۳۳   | ۴  | سئرس نیگروس                |
| ۱۸ | مهاجم     | پاتریک رایشلت                       | ۱۵ ژوئن ۱۹۸۸ (۳۰ سال)    | ۵۳   | ۹  | سئرس نیگروس                |
| ۱۹ | مدافع     | Curt Dizon                          | ۴ فوریه ۱۹۹۴ (۲۴ سال)    | ۱۲   | ۱  | باشگاه فوتبال سئرس نیگروس  |
| ۲۰ | مهاجم     | خاویر پاتنیو                        | ۱۴ فوریه ۱۹۸۸ (۳۰ سال)   | ۱۴   | ۶  | بوریرام یونایتد            |
| ۲۱ | هافبک     | Miguel Tanton                       | ۵ ژوئیه ۱۹۸۹ (۲۹ سال)    | ۱    | ۰  | سئرس نیگروس                |
| ۲۲ | مدافع     | Amani Aguinaldo                     | ۲۴ آوریل ۱۹۹۵ (۲۳ سال)   | ۳۱   | ۰  | سئرس نیگروس                |
| ۲۳ | مهاجم     | James Younghusband                  | ۴ سپتامبر ۱۹۸۶ (۳۲ سال)  | ۱۰۰  | ۱۲ | Davao Aguilas              |

## گروه D

### ایران
سرمربی:  کارلوس کی‌روش
اعلام ترکیب نهایی در ۲۳ دسامبر ۲۰۱۸
میانگین سنی: ۲۷ سال
| ش. | پست       | بازیکن                   | ت‌ت (سن)                  | بازی | گل | باشگاه                 |
| -- | --------- | ------------------------ | ------------------------ | ---- | -- | ---------------------- |
| ۱  | دروازه‌بان | علیرضا بیرانوند          | ۲۱ سپتامبر ۱۹۹۲ (۲۶ سال) | ۲۸   | ۰  | پرسپولیس               |
| ۲  | مدافع     | وریا غفوری               | ۲۰ سپتامبر ۱۹۸۷ (۳۱ سال) | ۲۵   | ۰  | استقلال تهران          |
| ۳  | مدافع     | احسان حاج‌صفی             | ۲۵ فوریه ۱۹۹۰ (۲۸ سال)   | ۱۰۱  | ۷  | تراکتورسازی تبریز      |
| ۴  | مدافع     | روزبه چشمی               | ۲۴ ژوئیه ۱۹۹۳ (۲۵ سال)   | ۱۵   | ۱  | استقلال تهران          |
| ۵  | مدافع     | میلاد محمدی              | ۲۹ سپتامبر ۱۹۹۳ (۲۵ سال) | ۲۷   | ۰  | احمد گروزنی            |
| ۶  | هافبک     | احمد نوراللهی            | ۱ فوریه ۱۹۹۳ (۲۵ سال)    | ۴    | ۰  | پرسپولیس               |
| ۷  | هافبک     | مسعود شجاعی (ک\|کاپیتان) | ۹ ژوئن ۱۹۸۴ (۳۴ سال)     | ۸۴   | ۸  | تراکتورسازی تبریز      |
| ۸  | مدافع     | مرتضی پورعلی‌گنجی         | ۱۹ آوریل ۱۹۹۲ (۲۶ سال)   | ۳۳   | ۲  | اوپن                   |
| ۹  | هافبک     | امید ابراهیمی            | ۱۶ سپتامبر ۱۹۸۷ (۳۱ سال) | ۴۰   | ۰  | الاهلی قطر             |
| ۱۰ | مهاجم     | کریم انصاری‌فرد           | ۳ آوریل ۱۹۹۰ (۲۸ سال)    | ۷۲   | ۲۱ | ناتینگهام فارست        |
| ۱۱ | هافبک     | وحید امیری               | ۲ آوریل ۱۹۸۸ (۳۰ سال)    | ۴۴   | ۱  | ترابزون‌اسپور           |
| ۱۲ | دروازه‌بان | امیر عابدزاده            | ۲۶ آوریل ۱۹۹۳ (۲۵ سال)   | ۵    | ۱  | ماریتیمو               |
| ۱۳ | مدافع     | محمدحسین کنعانی‌زادگان    | ۲۳ مارس ۱۹۹۴ (۲۴ سال)    | ۸    | ۰  | ماشین‌سازی تبریز        |
| ۱۴ | مهاجم     | سامان قدوس               | ۶ سپتامبر ۱۹۹۳ (۲۵ سال)  | ۱۶   | ۴  | آمیان                  |
| ۱۵ | مدافع     | پژمان منتظری             | ۶ سپتامبر ۱۹۸۳ (۳۵ سال)  | ۵۰   | ۲  | استقلال تهران          |
| ۱۶ | هافبک     | مهدی ترابی               | ۱۰ سپتامبر ۱۹۹۴ (۲۴ سال) | ۲۴   | ۹  | پرسپولیس               |
| ۱۷ | مهاجم     | مهدی طارمی               | ۱۸ ژوئیه ۱۹۹۲ (۲۶ سال)   | ۳۵   | ۱۳ | الغرافه                |
| ۱۸ | مهاجم     | علیرضا جهانبخش           | ۱۱ اوت ۱۹۹۳ (۲۵ سال)     | ۴۵   | ۵  | برایتون اند هوو آلبیون |
| ۱۹ | مدافع     | مجید حسینی               | ۲۰ ژوئن ۱۹۹۶ (۲۲ سال)    | ۱۰   | ۰  | ترابزون‌اسپور           |
| ۲۰ | مهاجم     | سردار آزمون              | ۱ ژانویه ۱۹۹۵ (۲۴ سال)   | ۴۱   | ۲۴ | روبین کازان            |
| ۲۱ | هافبک     | اشکان دژآگه              | ۵ ژوئیه ۱۹۸۶ (۳۲ سال)    | ۵۲   | ۱۰ | تراکتورسازی تبریز      |
| ۲۲ | دروازه‌بان | پیام نیازمند             | ۶ آوریل ۱۹۹۵ (۲۳ سال)    | ۰    | ۰  | سپاهان اصفهان          |
| ۲۳ | مدافع     | رامین رضاییان            | ۲۱ مارس ۱۹۹۰ (۲۸ سال)    | ۳۶   | ۲  | باشگاه فوتبال الشحانیه |

### عراق
سرمربی:  سرچکو کاتانیتس
اعلام ترکیب نهایی در ۲۳ دسامبر ۲۰۱۸
میانگین سنی: ۲۴ سال
| ش. | پست       | بازیکن           | ت‌ت (سن)                 | بازی | گل | باشگاه                    |
| -- | --------- | ---------------- | ----------------------- | ---- | -- | ------------------------- |
| ۱  | دروازه‌بان | جلال حسن         | ۱۸ مه ۱۹۹۱ (۲۷ سال)     | ۴۰   | ۰  | الزورا                    |
| ۲  | مدافع     | احمد ابراهیم خلف | ۲۵ فوریه ۱۹۹۲ (۲۶ سال)  | ۸۰   | ۳  | العربی قطر                |
| ۳  | مدافع     | فرانس پتروس      | ۱۴ ژوئیه ۱۹۹۳ (۲۵ سال)  | ۳    | ۰  | Hobro IK                  |
| ۴  | مدافع     | سعد ناطق         | ۱۹ مارس ۱۹۹۴ (۲۴ سال)   | ۱۲   | ۰  | نیروی هوایی عراق          |
| ۵  | مدافع     | علی فائز عطیه    | ۹ سپتامبر ۱۹۹۴ (۲۴ سال) | ۲۲   | ۳  | الخریطیات                 |
| ۶  | مدافع     | علی عدنان کاظم   | ۱۹ دسامبر ۱۹۹۳ (۲۵ سال) | ۶۲   | ۳  | آتالانتا                  |
| ۷  | هافبک     | صفاء هادی        | ۱۴ اکتبر ۱۹۹۸ (۲۰ سال)  | ۶    | ۰  | الزورا                    |
| ۸  | هافبک     | اسامه رشید       | ۱۷ ژانویه ۱۹۹۲ (۲۶ سال) | ۲۱   | ۰  | باشگاه فوتبال سانتا کلارا |
| ۹  | هافبک     | احمد یاسین غنی   | ۲۲ آوریل ۱۹۹۱ (۲۷ سال)  | ۵۹   | ۶  | الخور                     |
| ۱۰ | مهاجم     | مهند علی         | ۲۰ ژوئن ۲۰۰۰ (۱۸ سال)   | ۱۱   | ۶  | پلیس عراق                 |
| ۱۱ | هافبک     | همام طارق        | ۱۰ فوریه ۱۹۹۶ (۲۲ سال)  | ۵۰   | ۲  | استقلال تهران             |
| ۱۲ | دروازه‌بان | محمد قاصد (ک)    | ۱۰ دسامبر ۱۹۸۶ (۳۲ سال) | ۶۹   | ۰  | نیروی هوایی عراق          |
| ۱۳ | هافبک     | بشار رسن         | ۲۲ دسامبر ۱۹۹۶ (۲۲ سال) | ۲۰   | ۰  | پرسپولیس                  |
| ۱۴ | هافبک     | امجد عطوان       | ۱۲ مارس ۱۹۹۷ (۲۱ سال)   | ۲۹   | ۰  | پلیس عراق                 |
| ۱۵ | هافبک     | علی حصنی         | ۲۳ مه ۱۹۹۴ (۲۴ سال)     | ۲۵   | ۳  | نیروی هوایی عراق          |
| ۱۶ | هافبک     | حسین علی الساعدی | ۲۹ نوامبر ۱۹۹۶ (۲۲ سال) | ۱۹   | ۱  | القطر                     |
| ۱۷ | مدافع     | علا علی مهاوی    | ۳ ژوئن ۱۹۹۶ (۲۲ سال)    | ۲۱   | ۰  | پلیس عراق                 |
| ۱۸ | مهاجم     | ایمن حسین        | ۲۲ مارس ۱۹۹۶ (۲۲ سال)   | ۲۳   | ۱  | صفاقسی                    |
| ۱۹ | مهاجم     | محمد داوود یاسین | ۲۲ نوامبر ۲۰۰۰ (۱۸ سال) | ۲    | ۰  | النفط                     |
| ۲۰ | دروازه‌بان | محمد حمید فرحان  | ۲۴ ژانویه ۱۹۹۳ (۲۵ سال) | ۲۴   | ۰  | پلیس عراق                 |
| ۲۱ | مهاجم     | علا عباس         | ۲۷ ژوئیه ۱۹۹۷ (۲۱ سال)  | ۱    | ۰  | الزورا                    |
| ۲۲ | مدافع     | ریبین سولاقا     | ۱۲ آوریل ۱۹۹۲ (۲۶ سال)  | ۱۶   | ۰  | الخور                     |
| ۲۳ | مدافع     | ولید سالم اللامی | ۵ ژانویه ۱۹۹۲ (۲۷ سال)  | ۴۸   | ۱  | پلیس عراق                 |

### ویتنام
سرمربی:  Park Hang-seo
اعلام ترکیب نهایی در ۲۳ دسامبر ۲۰۱۸
میانگین سنی: ۲۳ سال
| ش. | پست       | بازیکن                | ت‌ت (سن)                  | بازی | گل | باشگاه                          |
| -- | --------- | --------------------- | ------------------------ | ---- | -- | ------------------------------- |
| ۱  | دروازه‌بان | Bùi Tiến Dũng         | ۲۸ فوریه ۱۹۹۷ (۲۱ سال)   | ۰    | ۰  | باشگاه فوتبال تان هوا           |
| ۲  | مدافع     | Đỗ Duy Mạnh           | ۲۹ سپتامبر ۱۹۹۶ (۲۲ سال) | ۱۵   | ۰  | هانوی                           |
| ۳  | مدافع     | کوئه انگوک‌های (ک)     | ۱۵ مه ۱۹۹۳ (۲۵ سال)      | ۳۵   | ۱  | Sông Lam Nghệ An                |
| ۴  | مدافع     | Bùi Tiến Dũng         | ۲ اکتبر ۱۹۹۵ (۲۳ سال)    | ۱۱   | ۰  | Viettel                         |
| ۵  | مدافع     | Đoàn Văn Hậu          | ۱۹ آوریل ۱۹۹۹ (۱۹ سال)   | ۱۰   | ۰  | هانوی                           |
| ۶  | هافبک     | Lương Xuân Trường     | ۲۸ آوریل ۱۹۹۵ (۲۳ سال)   | ۲۳   | ۱  | باشگاه فوتبال هوانگ آنه جیا لای |
| ۷  | هافبک     | Nguyễn Huy Hùng       | ۲ مارس ۱۹۹۲ (۲۶ سال)     | ۱۹   | ۲  | Quảng Nam                       |
| ۸  | هافبک     | Nguyễn Trọng Hoàng    | ۱۴ آوریل ۱۹۸۹ (۲۹ سال)   | ۵۷   | ۱۲ | باشگاه فوتبال تان هوا           |
| ۹  | مهاجم     | Nguyễn Văn Toàn       | ۱۲ آوریل ۱۹۹۶ (۲۲ سال)   | ۱۸   | ۴  | باشگاه فوتبال هوانگ آنه جیا لای |
| ۱۰ | مهاجم     | گوین کونگ پونگ        | ۲۱ ژانویه ۱۹۹۵ (۲۳ سال)  | ۲۵   | ۶  | باشگاه فوتبال هوانگ آنه جیا لای |
| ۱۱ | هافبک     | Ngân Văn Đại          | ۹ فوریه ۱۹۹۲ (۲۶ سال)    | ۰    | ۰  | هانوی                           |
| ۱۲ | هافبک     | Nguyễn Phong Hồng Duy | ۱۳ ژوئن ۱۹۹۶ (۲۲ سال)    | ۳    | ۰  | باشگاه فوتبال هوانگ آنه جیا لای |
| ۱۳ | دروازه‌بان | Nguyễn Tuấn Mạnh      | ۳۱ ژوئیه ۱۹۹۰ (۲۸ سال)   | ۱۱   | ۰  | Sanna Khánh Hòa BVN             |
| ۱۴ | هافبک     | Trần Minh Vương       | ۲۸ مارس ۱۹۹۵ (۲۳ سال)    | ۰    | ۰  | باشگاه فوتبال هوانگ آنه جیا لای |
| ۱۵ | هافبک     | Phạm Đức Huy          | ۲۰ ژانویه ۱۹۹۵ (۲۳ سال)  | ۵    | ۱  | هانوی                           |
| ۱۶ | هافبک     | Đỗ Hùng Dũng          | ۸ سپتامبر ۱۹۹۳ (۲۵ سال)  | ۷    | ۰  | هانوی                           |
| ۱۷ | مدافع     | Hồ Tấn Tài            | ۶ نوامبر ۱۹۹۷ (۲۱ سال)   | ۰    | ۰  | بکامکس بین دونگ                 |
| ۱۸ | مهاجم     | Hà Đức Chinh          | ۲۲ سپتامبر ۱۹۹۷ (۲۱ سال) | ۳    | ۰  | SHB Đà Nẵng                     |
| ۱۹ | مهاجم     | انگوین کوانگ‌های       | ۱۲ آوریل ۱۹۹۷ (۲۱ سال)   | ۱۲   | ۴  | هانوی                           |
| ۲۰ | مهاجم     | Phan Văn Đức          | ۱۱ آوریل ۱۹۹۶ (۲۲ سال)   | ۹    | ۲  | Sông Lam Nghệ An                |
| ۲۱ | مدافع     | Nguyễn Thành Chung    | ۸ سپتامبر ۱۹۹۷ (۲۱ سال)  | ۰    | ۰  | هانوی                           |
| ۲۲ | مهاجم     | Nguyễn Tiến Linh      | ۲۰ اکتبر ۱۹۹۷ (۲۱ سال)   | ۴    | ۲  | بکامکس بین دونگ                 |
| ۲۳ | دروازه‌بان | دانگ وان لام          | ۱۳ اوت ۱۹۹۳ (۲۵ سال)     | ۱۱   | ۰  | Hải Phòng                       |

### یمن
سرمربی:  یان کوتسیان
اعلام ترکیب نهایی در ۲۳ دسامبر ۲۰۱۸
میانگین سنی: ۲۶ سال
| ش. | پست       | بازیکن               | ت‌ت (سن)                | بازی | گل | باشگاه         |
| -- | --------- | -------------------- | ---------------------- | ---- | -- | -------------- |
| ۱  | دروازه‌بان | Mohammed Ayash       | ۶ مارس ۱۹۸۶ (۳۲ سال)   | ۶۰   | ۰  | اربیل          |
| ۲  | مدافع     | Rami Al-Wasmani      | ۱ فوریه ۱۹۹۷ (۲۱ سال)  | ۰    | ۰  | Al-Ahli Sana'a |
| ۳  | مدافع     | Mohammed Fuad Omar   | ۱۳ مارس ۱۹۸۹ (۲۹ سال)  | ۳۰   | ۴  | المعیذر        |
| ۴  | مدافع     | Mudir Al-Radaei      | ۱ ژانویه ۱۹۹۳ (۲۶ سال) | ۲۷   | ۱  | العربی قطر     |
| ۵  | مدافع     | Abdulaziz Al-Gumaei  | ۸ ژانویه ۱۹۹۰ (۲۸ سال) | ۲۰   | ۰  | المسیمیر       |
| ۶  | هافبک     | Ahmed Abdulrab       | ۲۷ آوریل ۱۹۹۴ (۲۴ سال) | ۱۰   | ۰  | Al-Wehda Aden  |
| ۷  | مهاجم     | Ahmed Al-Sarori      | ۹ اوت ۱۹۹۸ (۲۰ سال)    | ۹    | ۳  | Al-Markhiya    |
| ۸  | هافبک     | Wahid Al Khyat       | ۱ ژانویه ۱۹۸۶ (۳۳ سال) | ۲۳   | ۰  | Al-Ahli Sana'a |
| ۹  | هافبک     | علاء الصاصی (ک)      | ۲ ژوئیه ۱۹۸۷ (۳۱ سال)  | ۸۷   | ۱۴ | السیلیه        |
| ۱۰ | مهاجم     | Ahmed Dhabaan        | ۹ ژوئیه ۱۹۹۴ (۲۴ سال)  | ۱۰   | ۰  | Dibba Club     |
| ۱۱ | مهاجم     | Abdulwasea Al-Matari | ۴ ژوئیه ۱۹۹۴ (۲۴ سال)  | ۲۶   | ۷  | Dibba Al-Hisn  |
| ۱۲ | هافبک     | Ahmed Al-Haifi       | ۱ ژانویه ۱۹۹۴ (۲۵ سال) | ۳۱   | ۰  | الخریطیات      |
| ۱۳ | مدافع     | Ala Addin Mahdi      | ۱ ژانویه ۱۹۹۶ (۲۳ سال) | ۱۶   | ۰  | Al-Rustaq      |
| ۱۴ | مهاجم     | Ali Hafeedh          | ۲۱ فوریه ۱۹۹۷ (۲۱ سال) | ۲    | ۰  | Al-Wehda Aden  |
| ۱۵ | مدافع     | Ammar Hamsan         | ۵ نوامبر ۱۹۹۴ (۲۴ سال) | ۲۰   | ۰  | القطر          |
| ۱۶ | مهاجم     | Salem Al-Omzae       | ۱ ژانویه ۱۹۹۲ (۲۷ سال) | ۴    | ۰  | التلال         |
| ۱۷ | هافبک     | Hussein Al-Ghazi     | ۷ مه ۱۹۹۰ (۲۸ سال)     | ۳۵   | ۰  | الوکره         |
| ۱۸ | مهاجم     | Ahmed Alos           | ۳ آوریل ۱۹۹۴ (۲۴ سال)  | ۲۰   | ۰  | Al-Wehda Aden  |
| ۱۹ | مدافع     | Mohammed Boqshan     | ۱۰ مارس ۱۹۹۴ (۲۴ سال)  | ۲۵   | ۳  | الخور          |
| ۲۱ | مهاجم     | Emad Mansoor         | ۱۵ آوریل ۱۹۹۲ (۲۶ سال) | ۱۰   | ۱  | Bidiyah Club   |
| ۲۱ | مهاجم     | Mohammed Ba Rowis    | ۴ دسامبر ۱۹۸۸ (۳۰ سال) | ۲۱   | ۱  | Al-Wehda Aden  |
| ۲۲ | دروازه‌بان | Salem Al-Harsh       | ۷ اکتبر ۱۹۹۸ (۲۰ سال)  | ۲    | ۰  | Al-Wehda Aden  |
| ۲۳ | دروازه‌بان | Saoud Al-Sowadi      | ۱۰ آوریل ۱۹۸۸ (۳۰ سال) | ۴۳   | ۰  | Al-Saqr        |

## گروه E

### عربستان
سرمربی:  خوان آنتونیو پیزی
اعلام ترکیب نهایی در ۲۳ دسامبر ۲۰۱۸
میانگین سنی: ۲۶ سال
| ش. | پست       | بازیکن           | ت‌ت (سن)                  | بازی | گل | باشگاه                |
| -- | --------- | ---------------- | ------------------------ | ---- | -- | --------------------- |
| ۱  | دروازه‌بان | ولید عبدالله     | ۱۹ آوریل ۱۹۸۶ (۳۲ سال)   | ۷۲   | ۰  | النصر عربستان سعودی   |
| ۲  | مدافع     | محمد البریک      | ۱۵ سپتامبر ۱۹۹۲ (۲۶ سال) | ۱۵   | ۰  | الهلال                |
| ۳  | مدافع     | عبدالاله العمری  | ۱۵ ژانویه ۱۹۹۷ (۲۱ سال)  | ۰    | ۰  | الوحده عربستان سعودی  |
| ۴  | مدافع     | علی ال بلیهی     | ۲۱ نوامبر ۱۹۸۹ (۲۹ سال)  | ۱۰   | ۰  | الهلال                |
| ۵  | مدافع     | عمر هوساوی (ک)   | ۲۷ سپتامبر ۱۹۸۵ (۳۳ سال) | ۵۱   | ۳  | النصر عربستان سعودی   |
| ۶  | هافبک     | ایمن الخلیف      | ۲۲ مه ۱۹۹۷ (۲۱ سال)      | ۱    | ۰  | الاهلی عربستان سعودی  |
| ۷  | هافبک     | نوح الموسی       | ۲۳ فوریه ۱۹۹۱ (۲۷ سال)   | ۶    | ۰  | الاهلی عربستان سعودی  |
| ۸  | هافبک     | یحیی الشهری      | ۲۶ ژوئن ۱۹۹۰ (۲۸ سال)    | ۶۳   | ۸  | النصر عربستان سعودی   |
| ۹  | مهاجم     | محمد الصیعری     | ۲ مه ۱۹۹۳ (۲۵ سال)       | ۰    | ۰  | الحزم عربستان سعودی   |
| ۱۰ | هافبک     | سالم الدوسری     | ۱۹ اوت ۱۹۹۱ (۲۷ سال)     | ۳۷   | ۶  | الهلال                |
| ۱۱ | هافبک     | هتان باهبری      | ۱۶ ژوئیه ۱۹۹۲ (۲۶ سال)   | ۱۳   | ۰  | الشباب عربستان سعودی  |
| ۱۲ | مدافع     | حمدان الشمرانی   | ۱۴ دسامبر ۱۹۹۶ (۲۲ سال)  | ۰    | ۰  | الفیصلی عربستان سعودی |
| ۱۳ | مدافع     | یاسر الشهرانی    | ۲۵ مه ۱۹۹۲ (۲۶ سال)      | ۴۲   | ۰  | الهلال                |
| ۱۴ | هافبک     | عبدالله عطیف     | ۳ اوت ۱۹۹۲ (۲۶ سال)      | ۲۵   | ۱  | الهلال                |
| ۱۵ | هافبک     | ابراهیم غالب     | ۲۸ سپتامبر ۱۹۹۰ (۲۸ سال) | ۲۱   | ۰  | النصر عربستان سعودی   |
| ۱۶ | هافبک     | حسین المقهوی     | ۲۴ مارس ۱۹۸۸ (۳۰ سال)    | ۲۳   | ۱  | الاهلی عربستان سعودی  |
| ۱۷ | مدافع     | سلطان الغنام     | ۶ مه ۱۹۹۴ (۲۴ سال)       | ۱    | ۰  | النصر عربستان سعودی   |
| ۱۸ | هافبک     | عبدالرحمن غریب   | ۳۱ مارس ۱۹۹۷ (۲۱ سال)    | ۴    | ۱  | الاهلی عربستان سعودی  |
| ۱۹ | مهاجم     | فهد المولد       | ۱۴ سپتامبر ۱۹۹۴ (۲۴ سال) | ۵۱   | ۱۱ | الاتحاد               |
| ۲۰ | هافبک     | عبدالعزیز البیشی | ۱۱ مارس ۱۹۹۴ (۲۴ سال)    | ۴    | ۱  | الفیصلی عربستان سعودی |
| ۲۱ | دروازه‌بان | محمد العویس      | ۱۰ اکتبر ۱۹۹۱ (۲۷ سال)   | ۱۳   | ۰  | الاهلی عربستان سعودی  |
| ۲۲ | دروازه‌بان | محمد الیامی      | ۱۴ اوت ۱۹۹۷ (۲۱ سال)     | ۰    | ۰  | الباطن                |
| ۲۳ | مدافع     | محمد ال فتیل     | ۴ ژانویه ۱۹۹۲ (۲۷ سال)   | ۹    | ۰  | الاهلی عربستان سعودی  |

### قطر
سرمربی:  فلیکس سانچز باس
اعلام ترکیب نهایی در ۲۳ دسامبر ۲۰۱۸
میانگین سنی: ۲۵ سال
| ش. | پست       | بازیکن                        | ت‌ت (سن)                  | بازی | گل | باشگاه           |
| -- | --------- | ----------------------------- | ------------------------ | ---- | -- | ---------------- |
| ۱  | دروازه‌بان | سعد الشیب                     | ۱۹ فوریه ۱۹۹۰ (۲۸ سال)   | ۴۱   | ۰  | السد             |
| ۲  | مدافع     | پدرو میگل                     | ۶ اوت ۱۹۹۰ (۲۸ سال)      | ۳۴   | ۱  | السد             |
| ۳  | مدافع     | عبدالکریم حسن                 | ۲۸ اوت ۱۹۹۳ (۲۵ سال)     | ۷۱   | ۹  | السد             |
| ۴  | مدافع     | طارق سلمان                    | ۵ دسامبر ۱۹۹۷ (۲۱ سال)   | ۷    | ۰  | السد             |
| ۵  | هافبک     | احمد فتحی منسی                | ۲۵ ژانویه ۱۹۹۳ (۲۵ سال)  | ۶    | ۰  | العربی قطر       |
| ۶  | هافبک     | عبدالعزیز حاتم                | ۲۸ اکتبر ۱۹۹۰ (۲۸ سال)   | ۴۴   | ۱  | الغرافه          |
| ۷  | مهاجم     | احمد علاءالدین                | ۳۱ ژانویه ۱۹۹۳ (۲۵ سال)  | ۱۵   | ۱  | الغرافه          |
| ۸  | مدافع     | حامد اسماعیل                  | ۱۶ ژوئن ۱۹۸۶ (۳۲ سال)    | ۵۶   | ۰  | السد             |
| ۹  | هافبک     | خالد محمد                     | ۷ ژوئن ۲۰۰۰ (۱۸ سال)     | ۰    | ۰  | Cultural Leonesa |
| ۱۰ | مهاجم     | حسن الهیدوس (ک)               | ۱۱ دسامبر ۱۹۹۰ (۲۸ سال)  | ۱۰۵  | ۲۳ | السد             |
| ۱۱ | مهاجم     | اکرم عفیف                     | ۱۸ نوامبر ۱۹۹۶ (۲۲ سال)  | ۳۵   | ۱۱ | السد             |
| ۱۲ | هافبک     | کریم بودیاف                   | ۱۶ سپتامبر ۱۹۹۰ (۲۸ سال) | ۵۶   | ۴  | الدحیل           |
| ۱۳ | مدافع     | تمیم المهیزع                  | ۲۱ ژوئیه ۱۹۹۶ (۲۲ سال)   | ۰    | ۰  | الغرافه          |
| ۱۴ | هافبک     | سالم الهاجری                  | ۱۰ آوریل ۱۹۹۶ (۲۲ سال)   | ۴    | ۰  | السد             |
| ۱۵ | مدافع     | بسام الراوی                   | ۱۶ دسامبر ۱۹۹۷ (۲۱ سال)  | ۱۱   | ۰  | الدحیل           |
| ۱۶ | هافبک     | بوعلام خوخی                   | ۹ ژوئیه ۱۹۹۰ (۲۸ سال)    | ۴۹   | ۱۲ | السد             |
| ۱۷ | هافبک     | عبدالرحمن مصطفی فهمی          | ۵ آوریل ۱۹۹۷ (۲۱ سال)    | ۱    | ۰  | الاهلی قطر       |
| ۱۸ | مدافع     | عبدالکریم العلی               | ۲۵ مارس ۱۹۹۱ (۲۷ سال)    | ۱۶   | ۱  | السیلیه          |
| ۱۹ | مهاجم     | المعز علی                     | ۱۹ اوت ۱۹۹۶ (۲۲ سال)     | ۲۹   | ۹  | الدحیل           |
| ۲۰ | هافبک     | علی عفیف                      | ۲۰ ژانویه ۱۹۸۸ (۳۰ سال)  | ۵۲   | ۹  | الدحیل           |
| ۲۱ | دروازه‌بان | یوسف حسن (بازیکن فوتبال قطری) | ۲۴ مه ۱۹۹۶ (۲۲ سال)      | ۵    | ۰  | الغرافه          |
| ۲۲ | دروازه‌بان | محمد البکری                   | ۲۸ مارس ۱۹۹۷ (۲۱ سال)    | ۲    | ۰  | الخور            |
| ۲۳ | مدافع     | عاصم مادیبو                   | ۲۲ اکتبر ۱۹۹۶ (۲۲ سال)   | ۱۴   | ۰  | الدحیل           |

### لبنان
سرمربی:  میودراگ رادولوویچ
اعلام ترکیب نهایی در ۲۳ دسامبر ۲۰۱۸
میانگین سنی: ۲۸ سال
| ش. | پست       | بازیکن             | ت‌ت (سن)                  | بازی | گل | باشگاه                        |
| -- | --------- | ------------------ | ------------------------ | ---- | -- | ----------------------------- |
| ۱  | دروازه‌بان | مهدی خلیل          | ۱۹ سپتامبر ۱۹۹۱ (۲۷ سال) | ۳۰   | ۰  | العهد                         |
| ۲  | مدافع     | قاسم الزین         | ۲ دسامبر ۱۹۹۰ (۲۸ سال)   | ۱۱   | ۰  | النجمه لبنان                  |
| ۳  | مدافع     | معتز جنیدی         | ۲۰ ژانویه ۱۹۸۶ (۳۲ سال)  | ۴۲   | ۰  | الانصار لبنان                 |
| ۴  | مدافع     | نور منصور          | ۲۲ اکتبر ۱۹۸۹ (۲۹ سال)   | ۴۳   | ۲  | العهد                         |
| ۵  | هافبک     | سمیر ایاس          | ۲۴ دسامبر ۱۹۹۰ (۲۸ سال)  | ۹    | ۱  | العهد                         |
| ۶  | مدافع     | جوان العمری        | ۱۹ اوت ۱۹۸۸ (۳۰ سال)     | ۱۹   | ۲  | النصر امارات                  |
| ۷  | مهاجم     | حسن معتوق (ک)      | ۱۰ اوت ۱۹۸۷ (۳۱ سال)     | ۷۲   | ۱۹ | النجمه لبنان                  |
| ۸  | مهاجم     | حسن شعیتو          | ۲۰ مارس ۱۹۸۹ (۲۹ سال)    | ۴۹   | ۵  | الانصار لبنان                 |
| ۹  | مهاجم     | هلال الحلوی        | ۲۴ نوامبر ۱۹۹۴ (۲۴ سال)  | ۱۷   | ۳  | باشگاه فوتبال آپولون اسمیرنیس |
| ۱۰ | هافبک     | محمد حیدر          | ۸ نوامبر ۱۹۸۹ (۲۹ سال)   | ۵۴   | ۴  | العهد                         |
| ۱۱ | مدافع     | الکساندر میشل ملکی | ۱۴ نوامبر ۱۹۹۲ (۲۶ سال)  | ۱    | ۰  | اسکیلستونا                    |
| ۱۲ | هافبک     | عدنان حیدر         | ۳ اوت ۱۹۸۹ (۲۹ سال)      | ۳۰   | ۱  | الانصار لبنان                 |
| ۱۳ | هافبک     | فلیکس میشل         | ۲۳ ژوئیه ۱۹۹۴ (۲۴ سال)   | ۱    | ۰  | اسکیلستونا                    |
| ۱۴ | هافبک     | نادر مطر           | ۱۲ مه ۱۹۹۲ (۲۶ سال)      | ۲۵   | ۰  | النجمه لبنان                  |
| ۱۵ | هافبک     | هیثم فاعور         | ۲۷ فوریه ۱۹۹۰ (۲۸ سال)   | ۵۶   | ۰  | العهد                         |
| ۱۶ | هافبک     | حسن سمیح شعیتو     | ۱۶ ژوئن ۱۹۹۱ (۲۷ سال)    | ۱    | ۰  | الانصار لبنان                 |
| ۱۷ | مدافع     | محمد زین طحان      | ۲۰ آوریل ۱۹۸۸ (۳۰ سال)   | ۲۹   | ۱  | صفا                           |
| ۱۸ | مدافع     | ولید اسماعیل       | ۱۰ نوامبر ۱۹۸۴ (۳۴ سال)  | ۶۳   | ۱  | Salam Zgharta                 |
| ۱۹ | مدافع     | علی حمام           | ۲۵ اوت ۱۹۸۶ (۳۲ سال)     | ۵۰   | ۳  | النجمه لبنان                  |
| ۲۰ | مهاجم     | ربیع عطایا         | ۱۶ ژوئیه ۱۹۸۹ (۲۹ سال)   | ۲۴   | ۴  | العهد                         |
| ۲۱ | دروازه‌بان | احمد تکتوک         | ۲۹ سپتامبر ۱۹۸۴ (۳۴ سال) | ۲    | ۰  | صفا                           |
| ۲۲ | مهاجم     | باسل جرادی         | ۶ ژوئیه ۱۹۹۳ (۲۵ سال)    | ۴    | ۱  | هایدوک اسپلیت                 |
| ۲۳ | دروازه‌بان | مصطفی مطر          | ۱۰ سپتامبر ۱۹۹۵ (۲۳ سال) | ۰    | ۰  | Salam Zgharta                 |

### کره شمالی
سرمربی: کیم یونگ جون
اعلام ترکیب نهایی در ۲۷ دسامبر ۲۰۱۸
میانگین سنی: ۲۵ سال
| ش. | پست       | بازیکن            | ت‌ت (سن)                  | بازی | گل | باشگاه                      |
| -- | --------- | ----------------- | ------------------------ | ---- | -- | --------------------------- |
| ۱  | دروازه‌بان | ری مایان گوک      | ۹ سپتامبر ۱۹۸۶ (۳۲ سال)  | ۱۰۲  | ۰  | Pyongyang City              |
| ۲  | مدافع     | Kim Chol-bom      | ۱۶ ژوئیه ۱۹۹۴ (۲۴ سال)   | ۸    | ۰  | ۲۵ آوریل                    |
| ۳  | مدافع     | جانگ کوک-چول      | ۱۶ فوریه ۱۹۹۴ (۲۴ سال)   | ۳۹   | ۵  | Hwaebul                     |
| ۴  | مدافع     | کیم سونگ-گی       | ۲۳ اکتبر ۱۹۸۸ (۳۰ سال)   | ۶    | ۰  | باشگاه فوتبال فوجی‌ئدا       |
| ۵  | مدافع     | An Song-il        | ۳۰ نوامبر ۱۹۹۲ (۲۶ سال)  | ۵    | ۰  | ۲۵ آوریل                    |
| ۶  | مدافع     | Ri Thong-il       | ۲۰ نوامبر ۱۹۹۲ (۲۶ سال)  | ۱    | ۰  | باشگاه ورزشی کیگوانچا       |
| ۷  | مهاجم     | هان کوانگ-سونگ    | ۱۱ سپتامبر ۱۹۹۸ (۲۰ سال) | ۲    | ۰  | پروجا                       |
| ۸  | مهاجم     | Ri Hyok-chol      | ۲۷ ژانویه ۱۹۹۱ (۲۷ سال)  | ۱۹   | ۸  | Rimyongsu                   |
| ۹  | هافبک     | Kim Yong-il       | ۶ ژوئیه ۱۹۹۴ (۲۴ سال)    | ۱۰   | ۱  | باشگاه ورزشی کیگوانچا       |
| ۱۰ | مهاجم     | پاک کوانگ-ریونگ   | ۲۷ سپتامبر ۱۹۹۲ (۲۶ سال) | ۳۴   | ۱۳ | باشگاه فوتبال سنت پولتن     |
| ۱۱ | مهاجم     | جونگ ایل-گوان (ک) | ۳۰ اکتبر ۱۹۹۲ (۲۶ سال)   | ۶۲   | ۲۱ | بازیکن آزاد                 |
| ۱۲ | هافبک     | Kim Kyong-hun     | ۱۱ اوت ۱۹۹۰ (۲۸ سال)     | ۲    | ۰  | Kyonggongop                 |
| ۱۳ | مدافع     | Sim Hyon-jin      | ۱ ژانویه ۱۹۹۱ (۲۸ سال)   | ۳۰   | ۵  | ۲۵ آوریل                    |
| ۱۴ | هافبک     | Kang Kuk-chol     | ۲۹ سپتامبر ۱۹۹۹ (۱۹ سال) | ۸    | ۰  | Rimyongsu                   |
| ۱۵ | هافبک     | Ri Un-chol        | ۱۳ ژوئیه ۱۹۹۵ (۲۳ سال)   | ۱۲   | ۰  | Sonbong                     |
| ۱۶ | هافبک     | ری یونگ-جیک       | ۸ فوریه ۱۹۹۱ (۲۷ سال)    | ۱۴   | ۳  | توکیو وردی                  |
| ۱۷ | مدافع     | Ri Chang-ho       | ۴ ژانویه ۱۹۹۰ (۲۹ سال)   | ۵    | ۰  | Hwaebul                     |
| ۱۸ | دروازه‌بان | Sin Hyok          | ۳ ژوئیه ۱۹۹۲ (۲۶ سال)    | ۱    | ۰  | باشگاه ورزشی کیگوانچا       |
| ۱۹ | مهاجم     | Rim Kwang-hyok    | ۵ اوت ۱۹۹۲ (۲۶ سال)      | ۶    | ۳  | باشگاه ورزشی کیگوانچا       |
| ۲۰ | هافبک     | Choe Song-hyok    | ۸ فوریه ۱۹۹۸ (۲۰ سال)    | ۱    | ۰  | باشگاه فوتبال اتلتیکو آرتزو |
| ۲۱ | دروازه‌بان | Kang Ju-hyok      | ۳۱ مه ۱۹۹۷ (۲۱ سال)      | ۰    | ۰  | Hwaebul                     |
| ۲۲ | هافبک     | Ri Kum-chol       | ۹ دسامبر ۱۹۹۱ (۲۷ سال)   | ۶    | ۰  | Wolmido                     |
| ۲۳ | مدافع     | Ri Il-jin         | ۲۰ اوت ۱۹۹۳ (۲۵ سال)     | ۵    | ۰  | Sobaeksu                    |

## گروه F

### ژاپن
سرمربی: هاجیمه موری‌یاسو
اعلام ترکیب نهایی در ۲۳ دسامبر ۲۰۱۸
میانگین سنی: ۲۷ سال
| ش. | پست       | بازیکن                                | ت‌ت (سن)                  | بازی | گل | باشگاه                     |
| -- | --------- | ------------------------------------- | ------------------------ | ---- | -- | -------------------------- |
| ۱  | دروازه‌بان | ماساکی هیگاشیگوچی                     | ۱۲ مه ۱۹۸۶ (۳۲ سال)      | ۷    | ۰  | گامبا اوساکا               |
| ۲  | مدافع     | جنتا میورا                            | ۱ مارس ۱۹۹۵ (۲۳ سال)     | ۵    | ۰  | گامبا اوساکا               |
| ۳  | مدافع     | سی مورویا                             | ۵ آوریل ۱۹۹۴ (۲۴ سال)    | ۴    | ۰  | توکیو                      |
| ۴  | مدافع     | شو ساساکی                             | ۲ اکتبر ۱۹۸۹ (۲۹ سال)    | ۳    | ۰  | سانفریس هیروشیما           |
| ۵  | مدافع     | یوتو ناگاتومو                         | ۱۲ سپتامبر ۱۹۸۶ (۳۲ سال) | ۱۱۰  | ۳  | گالاتاسرای                 |
| ۶  | هافبک     | واتارو اندو                           | ۹ فوریه ۱۹۹۳ (۲۵ سال)    | ۱۵   | ۰  | سنت ترویدنس                |
| ۷  | هافبک     | گاکو شیباساکی                         | ۲۸ مه ۱۹۹۲ (۲۶ سال)      | ۲۶   | ۳  | ختافه                      |
| ۸  | هافبک     | گنکی هاراگوچی                         | ۹ مه ۱۹۹۱ (۲۷ سال)       | ۴۰   | ۸  | هانوفر ۹۶                  |
| ۹  | هافبک     | تاکومی مینامینو                       | ۱۶ ژانویه ۱۹۹۵ (۲۳ سال)  | ۷    | ۴  | ردبول زالتسبورگ            |
| ۱۰ | هافبک     | تاکاشی اینوی                          | ۲ ژوئن ۱۹۸۸ (۳۰ سال)     | ۳۱   | ۶  | رئال بتیس                  |
| ۱۱ | مهاجم     | کویا کیتاگاوا                         | ۲۶ ژوئیه ۱۹۹۶ (۲۲ سال)   | ۳    | ۰  | شیمیزو اس-پالس             |
| ۱۲ | دروازه‌بان | شویچی گوندا                           | ۳ مارس ۱۹۸۹ (۲۹ سال)     | ۵    | ۰  | ساگان توسو                 |
| ۱۳ | مهاجم     | یوشینوری موتو                         | ۱۵ ژوئیه ۱۹۹۲ (۲۶ سال)   | ۲۵   | ۲  | نیوکاسل یونایتد            |
| ۱۴ | هافبک     | جونیا ایتو (بازیکن فوتبال، زاده ۱۹۹۳) | ۹ مارس ۱۹۹۳ (۲۵ سال)     | ۷    | ۲  | کاشیوا ریسول               |
| ۱۵ | مهاجم     | یویا اوزاکا                           | ۱۸ مه ۱۹۹۰ (۲۸ سال)      | ۳۷   | ۱۰ | وردر برمن                  |
| ۱۶ | مدافع     | تاکهیرو تومیاسو                       | ۵ نوامبر ۱۹۹۸ (۲۰ سال)   | ۲    | ۰  | سنت ترویدنس                |
| ۱۷ | هافبک     | توشیهیرو آئویاما                      | ۲۲ فوریه ۱۹۸۶ (۳۲ سال)   | ۱۱   | ۱  | سانفریس هیروشیما           |
| ۱۸ | مدافع     | تسوکاسا شیوتانی                       | ۵ دسامبر ۱۹۸۸ (۳۰ سال)   | ۲    | ۰  | العین                      |
| ۱۹ | مدافع     | هیروکی ساکای                          | ۱۲ آوریل ۱۹۹۰ (۲۸ سال)   | ۴۹   | ۱  | المپیک مارسی               |
| ۲۰ | مدافع     | تومواکی ماکینو                        | ۱۱ مه ۱۹۸۷ (۳۱ سال)      | ۳۶   | ۴  | اوراوا رد دیاموندز         |
| ۲۱ | هافبک     | ریتسو دوان                            | ۱۶ ژوئن ۱۹۹۸ (۲۰ سال)    | ۵    | ۱  | خرونینگن                   |
| ۲۲ | مدافع     | مایا یوشیدا (ک)                       | ۲۴ اوت ۱۹۸۸ (۳۰ سال)     | ۸۹   | ۱۰ | ساوت‌همپتون                 |
| ۲۳ | دروازه‌بان | دنیل اشمیت                            | ۳ فوریه ۱۹۹۲ (۲۶ سال)    | ۱    | ۰  | باشگاه فوتبال وگالتا سندای |

### ازبکستان
سرمربی:  هکتور کوپر
اعلام ترکیب نهایی در ۲۳ دسامبر ۲۰۱۸
میانگین سنی: ۲۷ سال
| ش. | پست       | بازیکن              | ت‌ت (سن)                 | بازی | گل | باشگاه                        |
| -- | --------- | ------------------- | ----------------------- | ---- | -- | ----------------------------- |
| ۱  | دروازه‌بان | ایگناتی نستروف      | ۲۰ ژوئن ۱۹۸۳ (۳۵ سال)   | ۹۹   | ۰  | لوکوموتیو تاشکند              |
| ۲  | مدافع     | اکمل شاه‌رحمت‌اف      | ۱۰ مه ۱۹۸۶ (۳۲ سال)     | ۳۲   | ۰  | پخته‌کار                       |
| ۳  | مدافع     | داستانبک ترسونوف    | ۱۳ ژوئن ۱۹۹۵ (۲۳ سال)   | ۳    | ۰  | باشگاه فوتبال رینوفا یاماگوچی |
| ۴  | مدافع     | فرخ سیفیف           | ۱۷ ژانویه ۱۹۹۱ (۲۷ سال) | ۱۵   | ۰  | پخته‌کار                       |
| ۵  | مدافع     | انظار اسماعیلوف     | ۲۱ آوریل ۱۹۸۵ (۳۳ سال)  | ۹۳   | ۲  | لوکوموتیو تاشکند              |
| ۶  | مدافع     | دوران هاشم‌اف        | ۲۴ نوامبر ۱۹۹۲ (۲۶ سال) | ۱۹   | ۰  | نوبهار نمنگان                 |
| ۷  | مهاجم     | سردار رشیدوف        | ۱۴ ژوئن ۱۹۹۱ (۲۷ سال)   | ۴۵   | ۱۲ | لوکوموتیو تاشکند              |
| ۸  | هافبک     | اکرام‌جان علی‌بایف    | ۹ ژانویه ۱۹۹۴ (۲۴ سال)  | ۹    | ۰  | سئول                          |
| ۹  | هافبک     | عادل احمدوف (ک)     | ۲۵ نوامبر ۱۹۸۷ (۳۱ سال) | ۹۱   | ۱۷ | شانگهای اس‌آی‌پی‌جی              |
| ۱۰ | مهاجم     | مراد بیکمائف        | ۱ ژانویه ۱۹۸۶ (۳۳ سال)  | ۵۱   | ۹  | لوکوموتیو تاشکند              |
| ۱۱ | مهاجم     | جلال‌الدین ماشاریپوف | ۱ سپتامبر ۱۹۹۳ (۲۵ سال) | ۱۴   | ۱  | پخته‌کار                       |
| ۱۲ | دروازه‌بان | سنجر قوت‌اف          | ۸ ژانویه ۱۹۹۰ (۲۸ سال)  | ۰    | ۰  | نسف قرشی                      |
| ۱۳ | مدافع     | اولگ ذاتی‌اف         | ۵ ژوئیه ۱۹۸۹ (۲۹ سال)   | ۱۷   | ۱  | لوکوموتیو تاشکند              |
| ۱۴ | مهاجم     | الدار شاه‌مرادوف     | ۲۹ ژوئن ۱۹۹۵ (۲۳ سال)   | ۲۸   | ۶  | روستوف                        |
| ۱۵ | مدافع     | ایگور کریمتس        | ۲۷ ژانویه ۱۹۹۲ (۲۶ سال) | ۳۴   | ۳  | پخته‌کار                       |
| ۱۶ | هافبک     | Azizbek Turgunboev  | ۱ اکتبر ۱۹۹۴ (۲۴ سال)   | ۴    | ۰  | نوبهار نمنگان                 |
| ۱۷ | هافبک     | داستان‌بک همدموف     | ۲۴ ژوئیه ۱۹۹۶ (۲۲ سال)  | ۷    | ۰  | آنژی مخاچ‌قلعه                 |
| ۱۸ | هافبک     | فاضل موسایف         | ۲ ژانویه ۱۹۸۹ (۳۰ سال)  | ۲۲   | ۰  | جوبیلو ایواتا                 |
| ۱۹ | هافبک     | اتابک شکوروف        | ۲۲ ژوئن ۱۹۹۶ (۲۲ سال)   | ۲۱   | ۲  | الشارجه                       |
| ۲۰ | مدافع     | اسلام توقته‌خواجه‌اف  | ۳۰ اکتبر ۱۹۸۹ (۲۹ سال)  | ۶۰   | ۱  | لوکوموتیو تاشکند              |
| ۲۱ | دروازه‌بان | اوتکیر یوسفوف       | ۴ ژانویه ۱۹۹۱ (۲۸ سال)  | ۱    | ۰  | Kokand 1912                   |
| ۲۲ | هافبک     | جواهر صدیقوف        | ۸ دسامبر ۱۹۹۶ (۲۲ سال)  | ۷    | ۰  | Kokand 1912                   |
| ۲۳ | هافبک     | عادل‌جان همراه‌بکوف   | ۱۳ فوریه ۱۹۹۶ (۲۲ سال)  | ۹    | ۰  | نسف قرشی                      |

### عمان
سرمربی:  پیم فربیک
اعلام ترکیب نهایی در ۲۳ دسامبر ۲۰۱۸
میانگین سنی: ۲۶ سال
| ش. | پست       | بازیکن                 | ت‌ت (سن)                 | بازی | گل | باشگاه                    |
| -- | --------- | ---------------------- | ----------------------- | ---- | -- | ------------------------- |
| ۱  | دروازه‌بان | Ammar Al-Rushaidi      | ۱۴ فوریه ۱۹۹۸ (۲۰ سال)  | ۱    | ۰  | باشگاه السویق             |
| ۲  | مدافع     | محمد المسلمی           | ۲۷ آوریل ۱۹۹۰ (۲۸ سال)  | ۸۰   | ۲  | باشگاه فوتبال ظفار        |
| ۳  | مدافع     | محمد الرواحی           | ۲۶ آوریل ۱۹۹۳ (۲۵ سال)  | ۱۳   | ۰  | الوکره                    |
| ۴  | مهاجم     | محمد خصیب              | ۲۴ مارس ۱۹۹۴ (۲۴ سال)   | ۲    | ۰  | النهده عمان               |
| ۵  | مدافع     | محمد البلوشی           | ۲۷ اوت ۱۹۸۹ (۲۹ سال)    | ۶۳   | ۱  | النهده عمان               |
| ۶  | مهاجم     | رائد ابراهیم صالح      | ۹ ژوئن ۱۹۹۲ (۲۶ سال)    | ۸۴   | ۵  | والتا                     |
| ۷  | مهاجم     | خالد الهاجری           | ۱۰ مارس ۱۹۹۴ (۲۴ سال)   | ۲۰   | ۱۱ | باشگاه ورزشی النصر        |
| ۸  | هافبک     | یاسین الشیادی          | ۵ فوریه ۱۹۹۴ (۲۴ سال)   | ۲۱   | ۰  | باشگاه السویق             |
| ۹  | مهاجم     | محمد الغسانی           | ۱ آوریل ۱۹۸۵ (۳۳ سال)   | ۲۰   | ۳  | باشگاه فوتبال صحم         |
| ۱۰ | هافبک     | محسن الخالدی           | ۱۶ اوت ۱۹۸۸ (۳۰ سال)    | ۴۴   | ۶  | باشگاه فوتبال صحار        |
| ۱۱ | مدافع     | سعد المخینی            | ۶ سپتامبر ۱۹۸۷ (۳۱ سال) | ۱۰۴  | ۱  | النصر عربستان سعودی       |
| ۱۲ | هافبک     | احمد مبارک المهیری (ک) | ۲۳ فوریه ۱۹۸۵ (۳۳ سال)  | ۱۶۳  | ۲۱ | المسیمیر                  |
| ۱۳ | مدافع     | خالد البریکی           | ۳ ژوئیه ۱۹۹۳ (۲۵ سال)   | ۶    | ۰  | باشگاه ورزشی النصر        |
| ۱۴ | هافبک     | علی الجابری            | ۲۹ ژانویه ۱۹۹۰ (۲۸ سال) | ۵۱   | ۰  | النهده عمان               |
| ۱۵ | مهاجم     | جمیل الیحمدی           | ۲۷ ژوئیه ۱۹۹۶ (۲۲ سال)  | ۲۵   | ۲  | الوکره                    |
| ۱۶ | مهاجم     | محسن الغسانی           | ۲۷ مارس ۱۹۹۷ (۲۱ سال)   | ۱۱   | ۱  | باشگاه السویق             |
| ۱۷ | مدافع     | علی البوسعیدی          | ۲۱ ژانویه ۱۹۹۱ (۲۷ سال) | ۵۳   | ۱  | باشگاه فوتبال ظفار        |
| ۱۸ | دروازه‌بان | فایز الرشیدی           | ۱۹ ژوئیه ۱۹۸۸ (۳۰ سال)  | ۳۶   | ۰  | باشگاه فوتبال العین سعودی |
| ۱۹ | مدافع     | محمود المشیفری         | ۱۴ ژانویه ۱۹۹۳ (۲۵ سال) | ۲۱   | ۰  | باشگاه ورزشی النصر        |
| ۲۰ | هافبک     | صلاح الیحیائی          | ۱۷ اوت ۱۹۹۸ (۲۰ سال)    | ۹    | ۳  | باشگاه فوتبال ظفار        |
| ۲۱ | هافبک     | معتز صالح              | ۲۸ مه ۱۹۹۶ (۲۲ سال)     | ۶    | ۱  | باشگاه فوتبال ظفار        |
| ۲۲ | دروازه‌بان | احمد الرواحی           | ۵ مه ۱۹۹۴ (۲۴ سال)      | ۳    | ۰  | باشگاه ورزشی النصر        |
| ۲۳ | هافبک     | حارب السعدی            | ۱ فوریه ۱۹۹۰ (۲۸ سال)   | ۲۶   | ۰  | باشگاه فوتبال ظفار        |

### ترکمنستان
سرمربی: Ýazguly Hojageldyýew
اعلام ترکیب نهایی در ۲۳ دسامبر ۲۰۱۸
میانگین سنی: ۲۷ سال
| ش. | پست       | بازیکن                     | ت‌ت (سن)                  | بازی | گل | باشگاه                  |
| -- | --------- | -------------------------- | ------------------------ | ---- | -- | ----------------------- |
| ۱  | دروازه‌بان | Mammet Orazmuhammedow      | ۲۰ دسامبر ۱۹۸۶ (۳۲ سال)  | ۱۷   | ۰  | باشگاه فوتبال آلتین عصر |
| ۲  | مدافع     | Zafar Babajanow            | ۹ فوریه ۱۹۸۷ (۳۱ سال)    | ۶    | ۰  | باشگاه فوتبال آلتین عصر |
| ۳  | مدافع     | Güýçmyrat Annagulyýew      | ۱۰ ژوئن ۱۹۹۶ (۲۲ سال)    | ۰    | ۰  | باشگاه فوتبال آخال      |
| ۴  | مدافع     | Mekan Saparow              | ۲۲ آوریل ۱۹۹۴ (۲۴ سال)   | ۱۸   | ۱  | باشگاه فوتبال آلتین عصر |
| ۵  | مدافع     | Wezirgeldi Ylýasow         | ۱۸ ژانویه ۱۹۹۲ (۲۶ سال)  | ۰    | ۰  | باشگاه فوتبال آخال      |
| ۶  | مدافع     | Gurbangeldi Batyrow        | ۲۸ ژوئیه ۱۹۸۸ (۳۰ سال)   | ۷    | ۱  | باشگاه فوتبال آلتین عصر |
| ۷  | هافبک     | ارسلان‌مراد امانوف          | ۲۸ مارس ۱۹۹۰ (۲۸ سال)    | ۳۵   | ۸  | بخارا                   |
| ۸  | هافبک     | روسلان مینگازوف            | ۲۳ نوامبر ۱۹۹۱ (۲۷ سال)  | ۲۰   | ۴  | اسلاویا پراگ            |
| ۹  | مهاجم     | Wahyt Orazsähedow          | ۲۶ ژانویه ۱۹۹۲ (۲۶ سال)  | ۴    | ۲  | باشگاه فوتبال آلتین عصر |
| ۱۰ | مهاجم     | Süleýman Muhadow           | ۲۴ دسامبر ۱۹۹۳ (۲۵ سال)  | ۱۸   | ۴  | باشگاه فوتبال آخال      |
| ۱۱ | مهاجم     | Myrat Ýagşyýew             | ۱۲ ژانویه ۱۹۹۲ (۲۶ سال)  | ۵    | ۲  | باشگاه فوتبال آلتین عصر |
| ۱۲ | مدافع     | Serdar Annaorazow          | ۲۹ ژوئن ۱۹۹۰ (۲۸ سال)    | ۲۹   | ۰  | باشگاه فوتبال آلتین عصر |
| ۱۳ | هافبک     | Merdan Gurbanow            | ۳۰ اوت ۱۹۹۱ (۲۷ سال)     | ۴    | ۰  | باشگاه فوتبال آخال      |
| ۱۴ | هافبک     | Ilýa Tamurkin              | ۹ مه ۱۹۸۹ (۲۹ سال)       | ۹    | ۰  | Alga Bishkek            |
| ۱۵ | مهاجم     | Mihail Titow               | ۱۸ اکتبر ۱۹۹۷ (۲۱ سال)   | ۰    | ۰  | باشگاه فوتبال آلتین عصر |
| ۱۶ | دروازه‌بان | Batyr Babaýew              | ۲۱ اوت ۱۹۹۱ (۲۷ سال)     | ۰    | ۰  | باشگاه فوتبال آخال      |
| ۱۷ | مهاجم     | Altymyrat Annadurdyýew (ک) | ۱۳ آوریل ۱۹۹۳ (۲۵ سال)   | ۱۱   | ۳  | باشگاه فوتبال آلتین عصر |
| ۱۸ | هافبک     | Serdar Geldiýew            | ۱ اکتبر ۱۹۸۷ (۳۱ سال)    | ۲۰   | ۰  | باشگاه فوتبال آلتین عصر |
| ۱۹ | هافبک     | Ahmet Ataýew               | ۱۹ سپتامبر ۱۹۹۰ (۲۸ سال) | ۲۲   | ۰  | Persela Lamongan        |
| ۲۰ | مهاجم     | Myrat Annaýew              | ۶ مه ۱۹۹۳ (۲۵ سال)       | ۴    | ۰  | باشگاه فوتبال آخال      |
| ۲۱ | هافبک     | Resul Hojaýew              | ۷ ژانویه ۱۹۹۷ (۲۱ سال)   | ۱    | ۱  | باشگاه فوتبال آلتین عصر |
| ۲۲ | دروازه‌بان | Nikita Gorbunow            | ۱۴ فوریه ۱۹۸۴ (۳۴ سال)   | ۷    | ۰  | Şagadam                 |
| ۲۳ | هافبک     | Döwran Orazalyýew          | ۱۴ اکتبر ۱۹۹۳ (۲۵ سال)   | ۳    | ۰  | باشگاه فوتبال آخال      |

## فراوانی بازیکنان

### به واسطه باشگاه
باشگاه‌هایی که ۵ بازیکن یا بیشتر نماینده دارند، فهرست شده‌اند.
| تعداد بازیکنان | باشگاه |
| -------------- | --- |
| ۱۱             | Dordoi Bishkek, باشگاه فوتبال آلتین عصر                                                                                                  |
| ۱۰             | السد |
| ۹              | الفیصلی, سئرس نیگروس |
| ۷              | باشگاه ورزشی الرفاع، العهد، الاهلی عربستان سعودی، بوریرام یونایتد، باشگاه فوتبال آخال, هانوی، العین                                      |
| ۶              | گوانگ‌ژو اورگراند تائوبائو، باشگاه فوتبال ظفار, الهلال، النصر عربستان سعودی، بانکوک یونایتد، لوکوموتیو تاشکند                             |
| ۵              | باشگاه فوتبال بیجینگ گوان، پلیس عراق، الوحدات، Hilal Al-Quds, الدحیل، الغرافه، باشگاه فوتبال هوانگ آنه جیا لای, الجزیره امارات، Al-Wehda |

### به واسطه لیگ یک کشور
| تعداد بازیکنان | باشگاه‌های کنفدراسیون فوتبال آسیا |
| -------------- | -------------------------------- |
| ۴۶             | قطر                              |
| ۳۱             | عربستان سعودی                    |
| ۲۸             | امارات متحده عربی                |
| ۲۷             | تایلند                           |
| ۲۶             | چین                              |
| ۲۳             | هند, ویتنام                      |
| ۲۲             | عمان                             |
| ۲۱             | بحرین, ژاپن, اردن                |
| ۱۹             | لبنان, ترکمنستان                 |
| ۱۷             | کره شمالی, ازبکستان              |
| ۱۶             | قرقیزستان                        |
| ۱۵             | عراق                             |
| ۱۴             | فلسطین                           |
| ۱۳             | ایران, فیلیپین                   |
| ۹              | کره جنوبی, یمن                   |
| ۶              | سوریه                            |
| ۳              | استرالیا, کویت                   |
| ۲              | بنگلادش                          |
| ۱              | اندونزی, مالزی                   |

| تعداد بازیکنان | باشگاه‌های خارج از کنفدراسیون فوتبال آسیا                                                          |
| -------------- | ------------------------------------------------------------------------------------------------- |
| ۱۱             | آلمان                                                                                             |
| ۹              | انگلستان                                                                                          |
| ۵              | روسیه                                                                                             |
| ۴              | بلژیک, دانمارک, ایتالیا, هلند, ترکیه                                                              |
| ۳              | اتریش, اسکاتلند, اسپانیا, سوئد                                                                    |
| ۲              | شیلی, قبرس, جمهوری چک, مصر, فرانسه, مالت, پرتغال                                                  |
| ۱              | آرژانتین, کرواسی, یونان, مراکش, نروژ, لهستان, رومانی, صربستان, اسلوونی, تونس, ایالات متحده آمریکا |

### به واسطه باشگاه‌های فدراسیون‌ها
| تعداد بازیکنان | فدراسیون                 |
| -------------- | ------------------------ |
| ۴۶۵            | کنفدراسیون فوتبال آسیا   |
| ۷۴             | یوفا                     |
| ۴              | کنفدراسیون فوتبال آفریقا |
| ۳              | کونمبول                  |
| ۱              | کونکاکاف                 |

### به واسطه نمایندگان لیگ داخلی
| تیم ملی           | بازیکن |
| ----------------- | ------ |
| چین               | ۲۳     |
| هند               | ۲۳     |
| عربستان سعودی     | ۲۳     |
| امارات متحدهٔ عربی | ۲۳     |
| ویتنام            | ۲۳     |
| قطر               | ۲۲     |
| تایلند            | ۲۲     |
| بحرین             | ۲۰     |
| اردن              | ۱۹     |
| ترکمنستان         | ۱۹     |
| لبنان             | ۱۸     |
| کرهٔ شمالی         | ۱۷     |
| عمان              | ۱۷     |
| ازبکستان          | ۱۶     |
| قرقیزستان         | ۱۵     |
| فلسطین            | ۱۴     |
| فیلیپین           | ۱۳     |
| عراق              | ۱۲     |
| ایران             | ۱۱     |
| ژاپن              | ۱۰     |
| یمن               | ۹      |
| کرهٔ جنوبی         | ۸      |
| سوریه             | ۶      |
| استرالیا          | ۳      |

## پیوند بیرونی
- وبگاه رسمی
- AFC Asian Cup UAE 2019 – List of Players